# Voie romaine
Pour les articles homonymes, voir Voie.

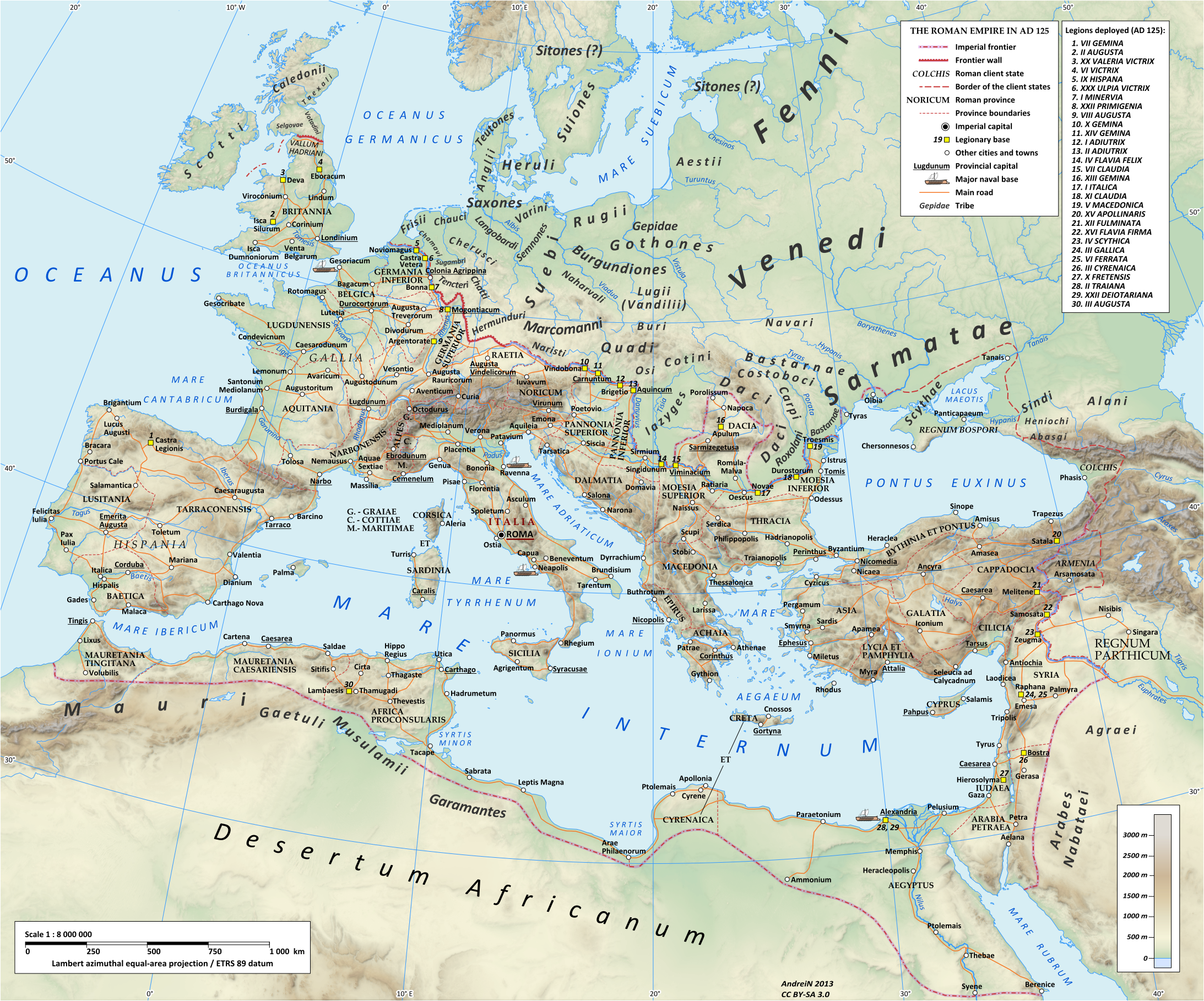
Carte des principales voies romaines sous Hadrien (vers 125). L'empire romain, assis sur trois continents (l'Europe, l'Afrique du Nord et l'Asie unifiées par la Pax Romana), est organisé en régions mises en relation par les routes maritimes, fluviales et terrestres convergeant vers la Mare nostrum, et qui rassemblent un quart de l'humanité. Les Romains ont construit près de 400000 km de routes (dont 80000 pavées) qui sillonnent l'empire jusqu'à ses limites extrêmes.

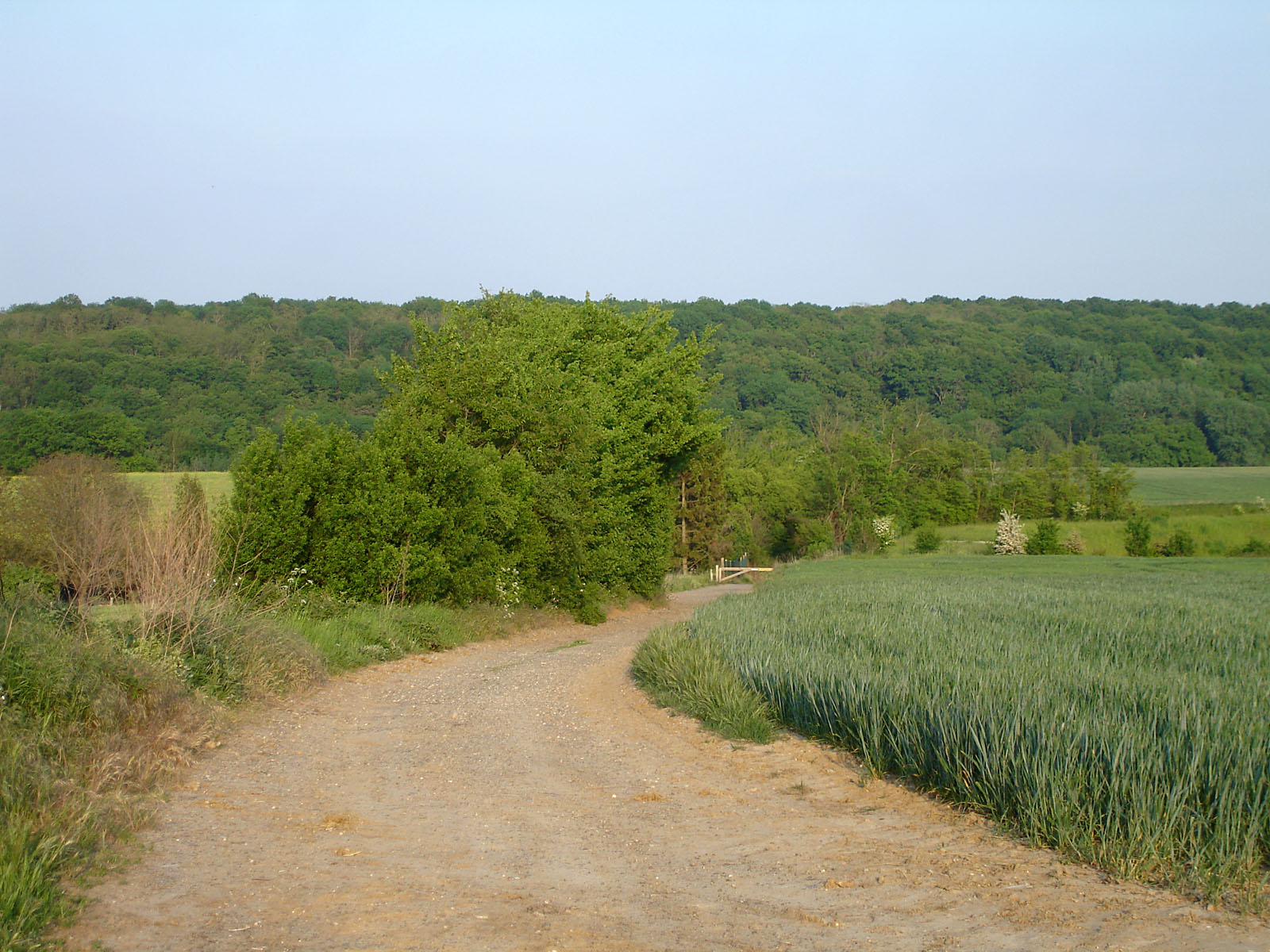
Chaussée Jules César. Les surfaces des voies étaient constituées de terre et de sable (via terrana), le plus souvent de graviers ou de graviers enrobés de béton (via glarea strata). On s'éloigne de l'image d'Épinal des voies pavées ou dallées (via lapide strata) onéreuses qui représentent sans doute moins d'1 % des voies en Gaule.

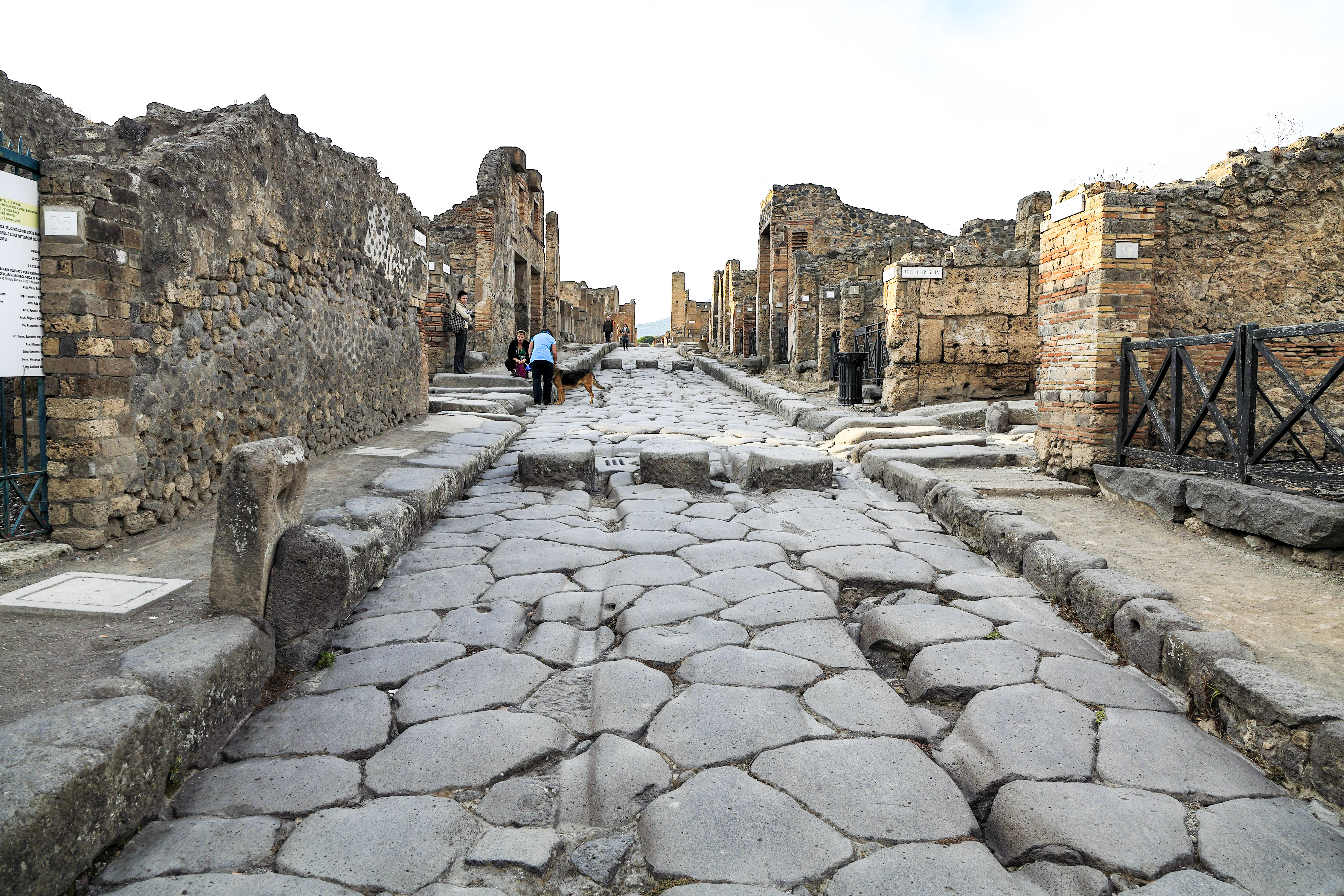
Les ornières laissées par les roues des attelages dans une voie pavée de Pompéi, donnent une idée du trafic (leur charge étant limitée par le Code théodosien) et indiquent un gabarit des véhicules relativement normalisé. Des bornes (gomphi) le long des rebords des trottoirs (umbones) permettent peut-être de monter ou descendre du véhicule ou de la monture. Des passages piétons permettent de traverser la rue à pied sec en cas de pluie d'orage. Des entailles en biseau sur les bordures droites aux intersections, signalent des virages trop serrés issus d'une circulation à droite quand le trafic se fait à double sens.

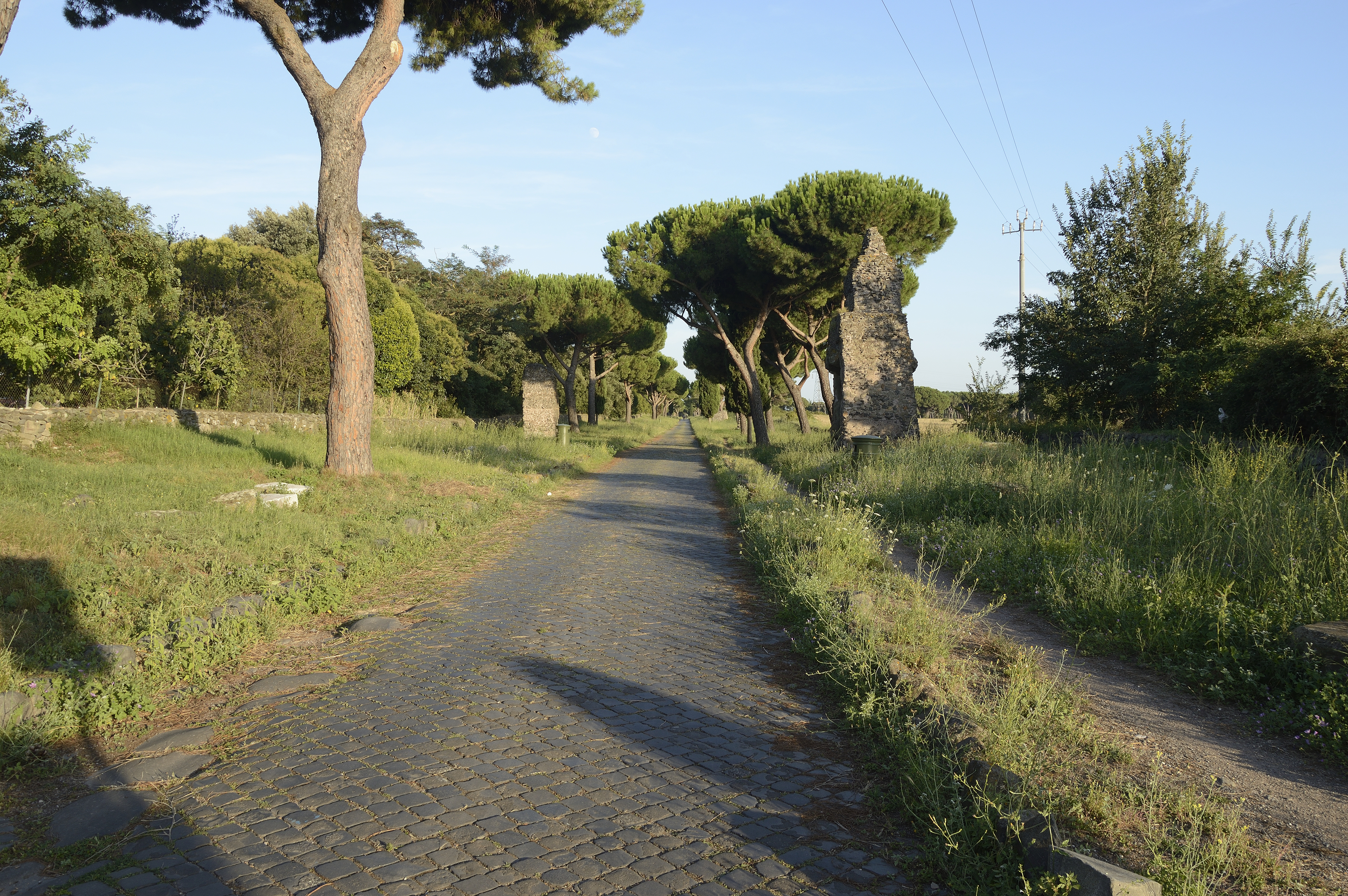
La voie Appienne, ombragée de pins et de cyprès, est constituée d'une chaussée revêtue de dalles de lave. Elle est bordée de tombes surmontées de stèles funéraires dont les épitaphes s'adressent aux voyageurs.

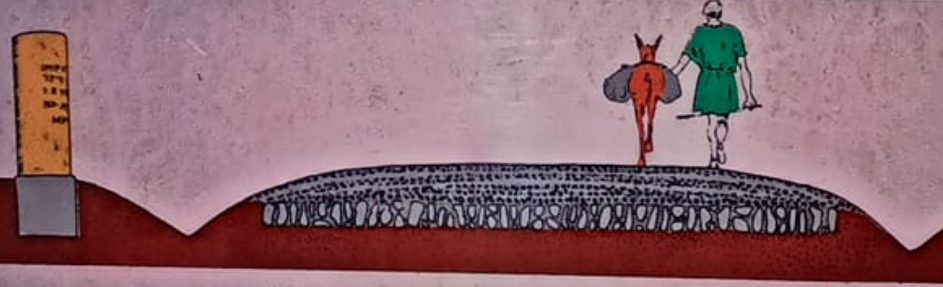
Contrairement à ce dessin véhiculant une idée reçue, les animaux de travail empruntent les cheminements herbus latéraux et non la voie centrale pavée car leurs sabots supportent très mal un blocage de pierres.

Les voies romaines sont les voies du réseau routier construit par les Romains ou reprises et réaménagées par eux sur le réseau existant. Lié à la politique d'expansion romaine et à la mise en ordre administrative et économique des territoires progressivement conquis, ce réseau est une des gloires de la civilisation romaine qui porte son attention à la logistique et innove dans le génie civil, lui permettant de parcourir plus rapidement qu'avant l'ensemble de l'Empire à partir de l'Urbs, Rome.
Elles reliaient entre elles les cités de tous les points de l'Italie puis de l'Empire avec les centres de décision politiques ou économiques. Elles permettaient des déplacements plutôt aisés pour l'époque, que ce soit pour l'usage des troupes en campagne, les fonctionnaires impériaux, les courriers, les commerçants et les marchands, les voyageurs et les pèlerins. Elles permirent l'expansion économique de l'Empire puis sa fin en facilitant les grandes invasions.
Par ailleurs, Voie romaine peut être une partie d'un odonyme, c'est-à-dire, un indicateur du type de voie suivi d'un nom propre.

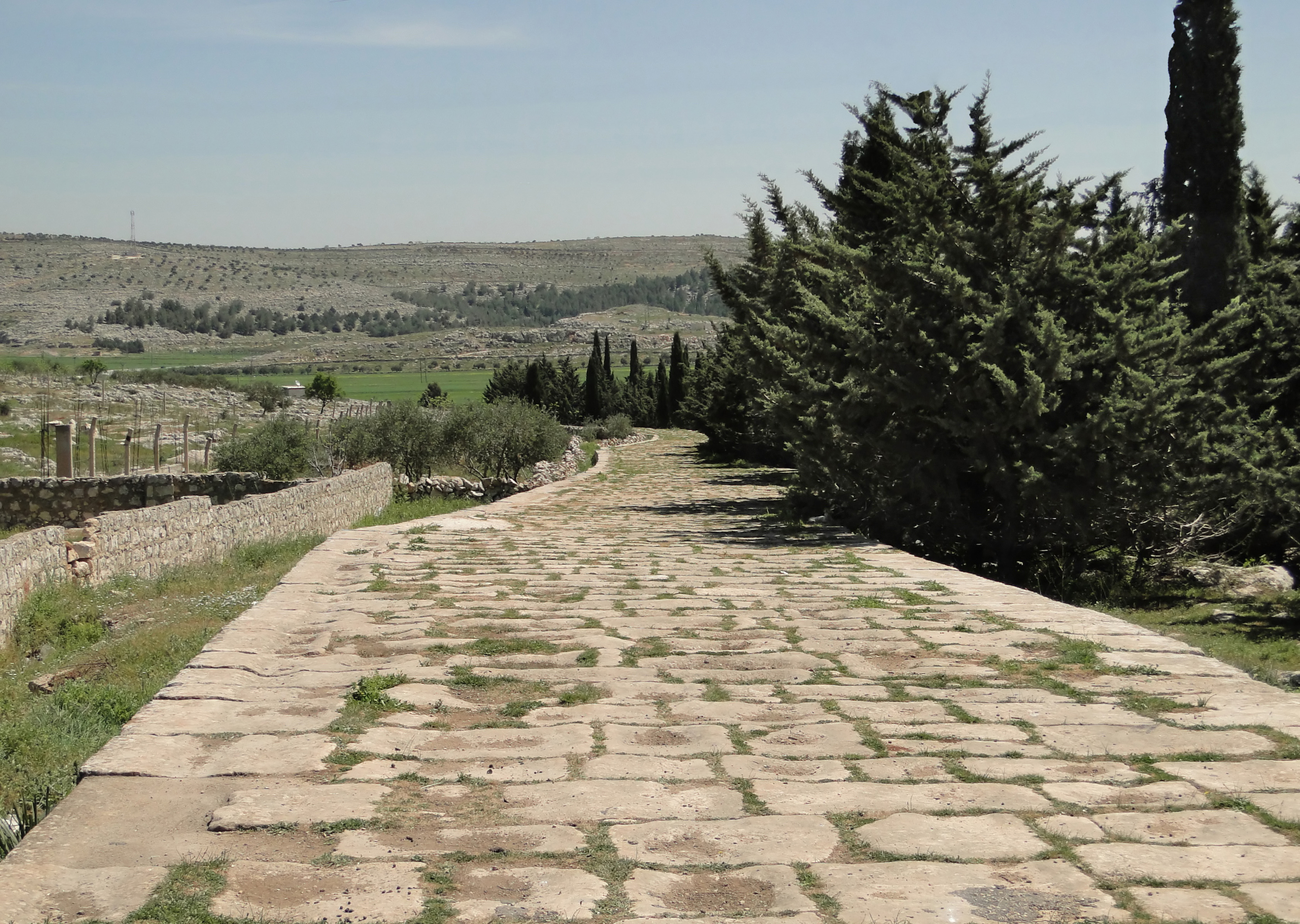
Une voie romaine à Tall Aqibrin à côté d'Alep en Syrie.

## Premières voies stratégiques
« Tous les chemins mènent à Rome »

— Alain de Lille,  Liber parabolarum (« Livre des paraboles »), XIIe siècle.

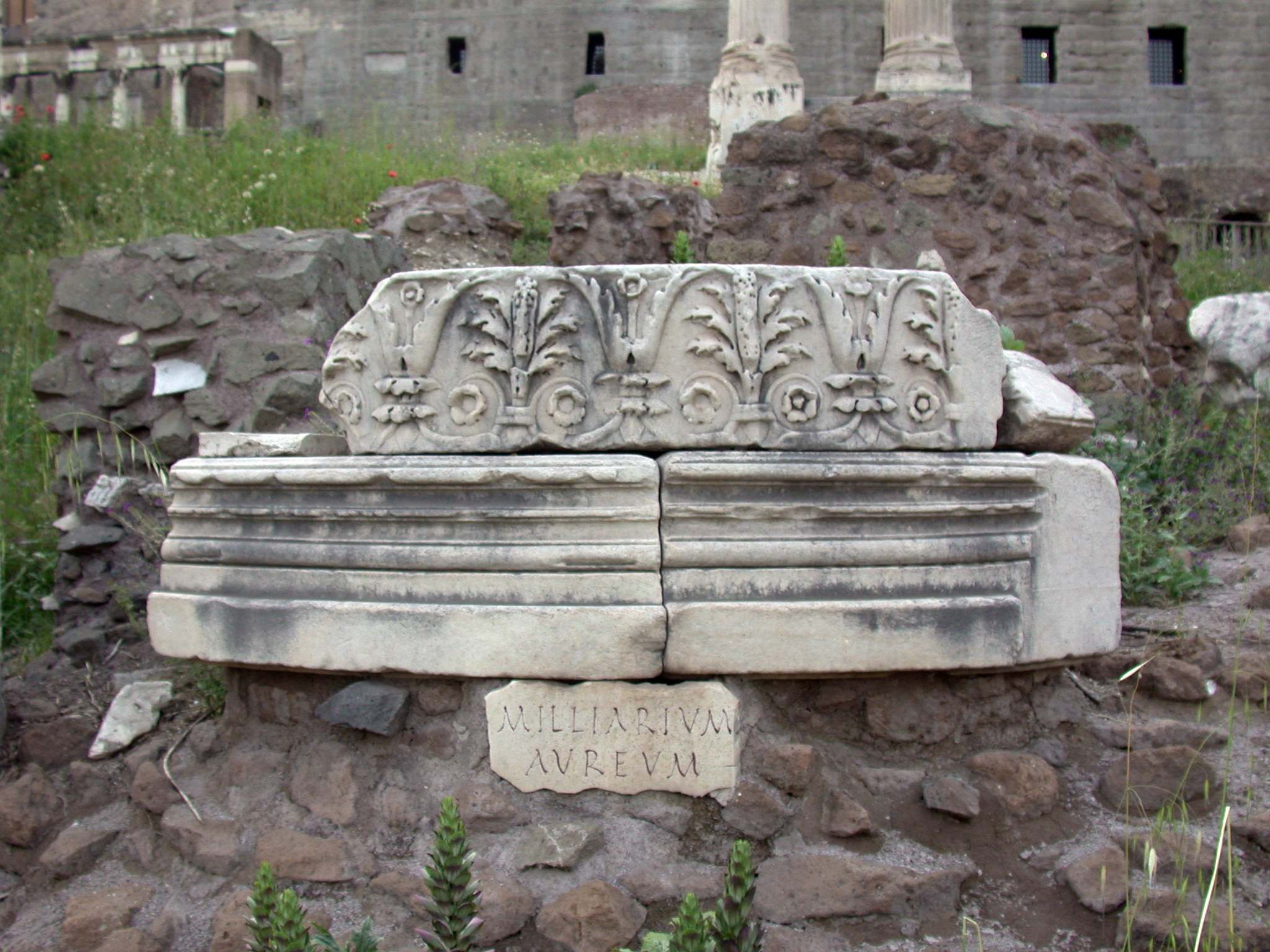
Milliaire d'or sur le forum romain : de là rayonnaient toutes les voies romaines.

Jusque dans les années -400, les Romains utilisent des pistes pour se déplacer de Rome vers les cités environnantes. Le raid des Gaulois de Brennus, qui aboutit au sac de Rome en -390, est le premier révélateur de l'inefficacité du système défensif de Rome, due principalement à la lenteur de progression des troupes sur les chemins de l'époque. La nécessité d'une meilleure défense alliée à une volonté d'expansion et d'hégémonie sur l'Italie conduit une République romaine encore fragile et menacée de l'extérieur à mettre en place un réseau de solides routes empierrées et de relais, mieux adapté à ses besoins. Ces axes permettent des transferts prompts des troupes. La vitesse de déplacement d'une légion est ainsi améliorée, atteignant entre 3 et 4 km/h en moyenne, mais le transport des impedimenta (cargaison collective) et de la sarcina (paquetage comprenant les vivres et les armes) ne leur permet de parcourir que trente kilomètres par jour à marche forcée.
Une des premières grandes voies est tracée en -312 par Appius Claudius Caecus pour relier Rome à Capoue : il s'agit de la via Appia, la voie Appienne. À la fin de la République, l'ensemble du territoire de la péninsule italienne est pourvu de ces grands axes, chaque route portant le nom du consul qui l'a établie. Ces voies ne sont pavées ou dallées qu'exceptionnellement : pour des raisons de prestige, à l'intérieur des villes et à leurs abords immédiats (excepté la via Appia qui est progressivement pavée sur tout son parcours et la Via Sublacensis (en) entièrement pavée dès sa construction) ; pour des raisons techniques : tronçons en milieu rural soumis à une forte érosion (ravinements en montagne), terrains trop meubles des bas-fonds et des terrains marécageux, carrefours soumis à un trafic important. Il semble que de la terre ait pu couvrir les pavés pour en atténuer l'inconfort. Ailleurs, en dehors des agglomérations, même les axes importants sont seulement empierrés. Des sables et granulats sont prélevés dans des carrières ouvertes à proximité.

## L'expansion du réseau, un outil commercial et culturel
« Les Grecs pensent avoir visé juste, dans la fondation des villes, en recherchant la beauté du site, une position forte, des ports, une région fertile ; les Romains se sont préoccupés au plus haut point de ce qu'avaient négligé les Grecs, construction de routes, adductions d'eau, égouts capables d'évacuer dans le Tibre les immondices de la cité »

— Strabon, Géographie V, 3, 8
Au fur et à mesure de l'expansion de l'Empire, l'administration adapte le même schéma aux nouvelles provinces. À son apogée, le réseau routier romain principal atteint ainsi environ 400 000 kilomètres. Les commerçants romains voient très vite l'intérêt de tels axes. À la différence des autres civilisations méditerranéennes qui ont fondé leur développement commercial surtout à partir de leurs ports, ils vont utiliser leur réseau routier en parallèle avec leur flottille commerciale. Cela favorise les échanges avec l'intérieur du continent et contribue à leur expansion commerciale. Des régions entières vont ainsi se spécialiser et commercer entre elles (vins et huile en Hispanie, céréales en Numidie, poteries et produits carnés (fumés, salés…) en Gaule, par exemple).

Le transport terrestre des marchandises pondéreuses sur les voies romaines reste cependant bien inférieur au transport fluvio-maritime, plus rapide et moins cher.
Le commerce romain, intensif, tant maritime que terrestre, réalise une première mondialisation. Sans le réseau routier, cette mondialisation n'aurait pas dépassé les rivages de la Méditerranée. Ce réseau viaire permet également la diffusion de la civilisation romaine (droit romain, modèle urbain…).

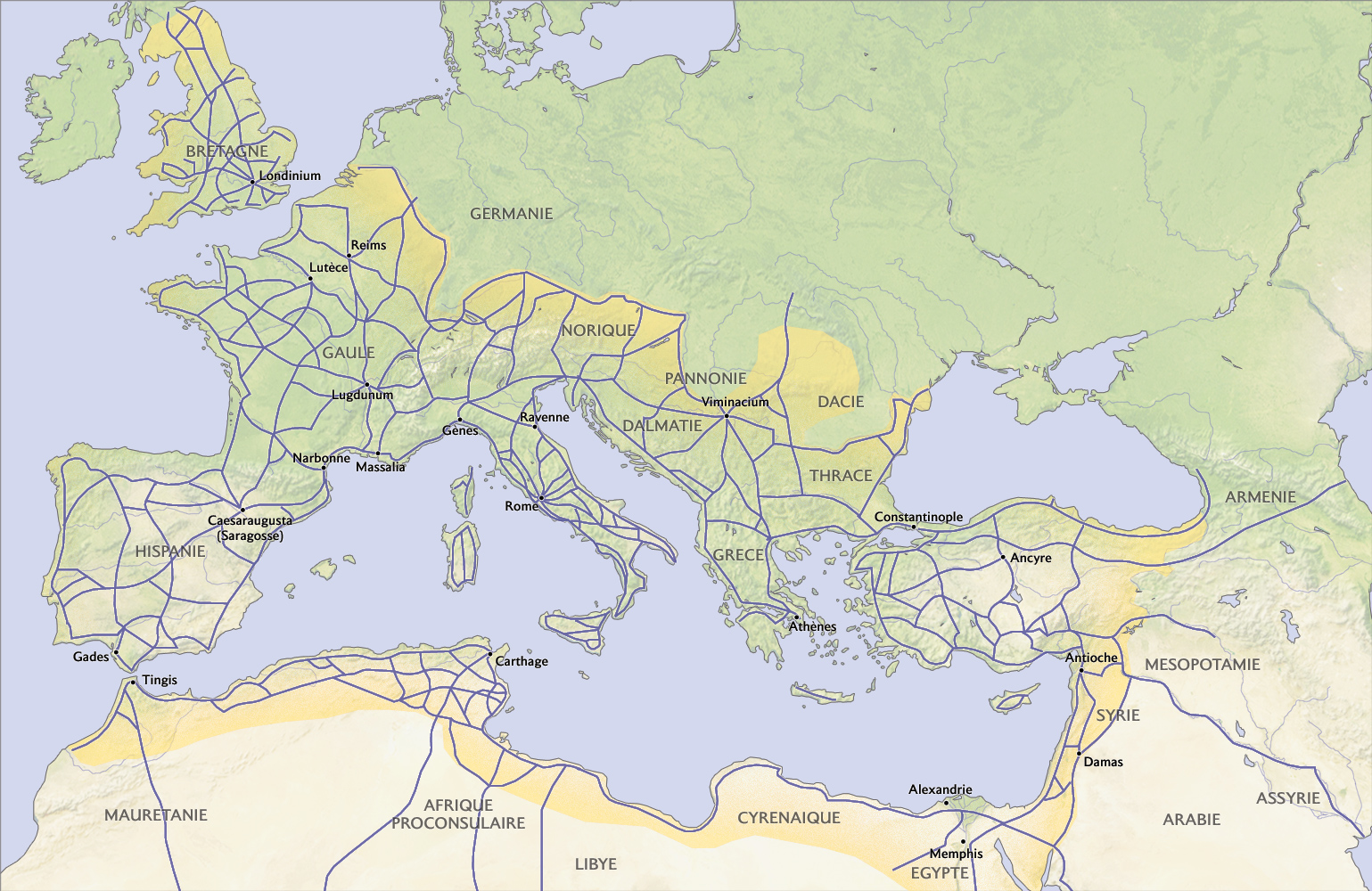
Les voies romaines dans l'Empire romain vers 117 ap.J.-C.
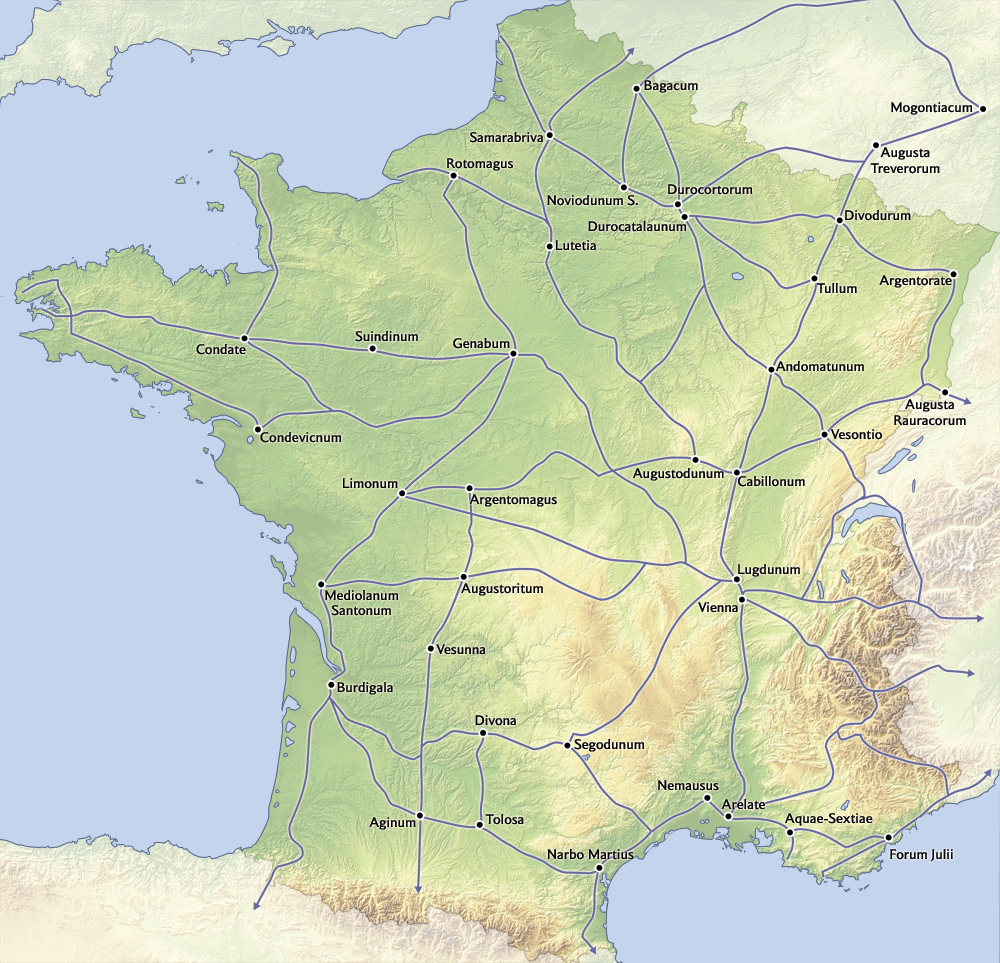
Carte des voies romaines sur le territoire actuel de la France, nommé Gaule, sous l'Empire Romain.
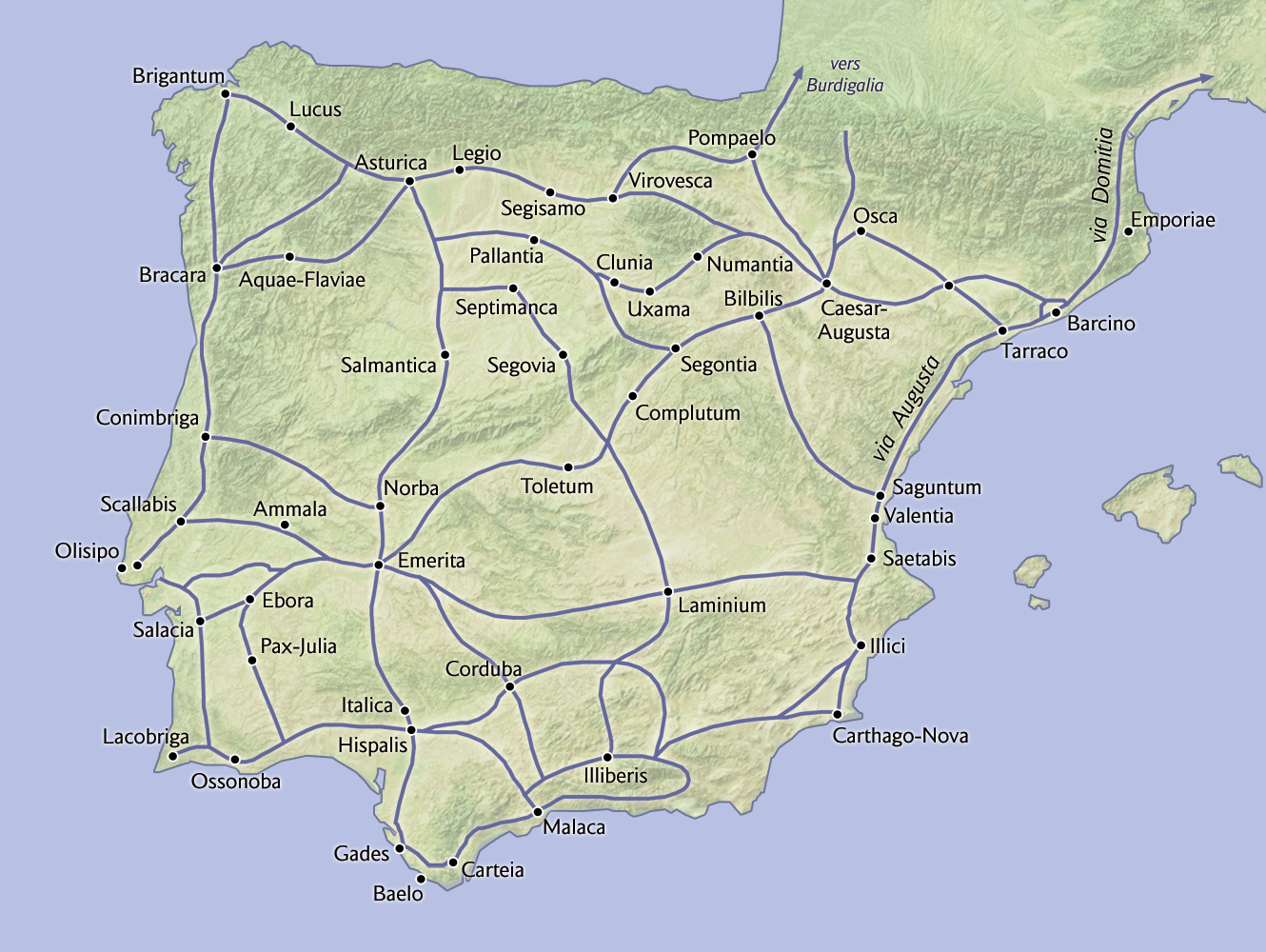
Carte des voies romaines sur les territoires actuels du Portugal et de l'Espagne, nommé Hispanie sous l'Empire Romain.
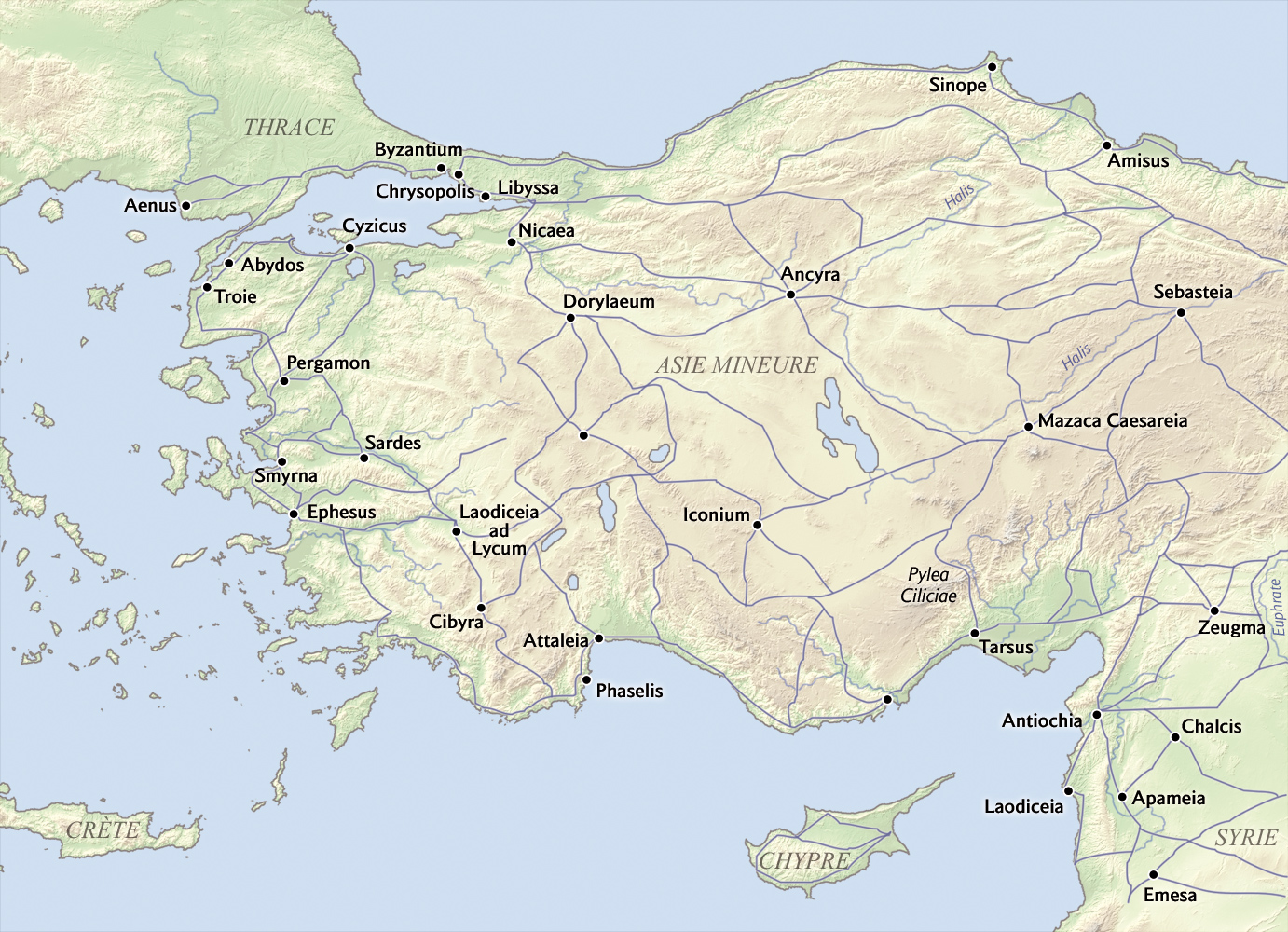
Carte des voies romaines sur le territoire actuel de Turquie, en région d'Anatolie, divisé en sept provinces (Asie, Lycie, Bithinie, Galacie, Cappadoce, Cilicie et Syrie), sous l'Empire Romain.

## L'apogée du réseau ou la fin de l'Empire
À partir du IIIe siècle, le monde romain, bien à l'abri derrière le limes, sa frontière fortifiée, est peu à peu débordé par les peuples venus de l'Est : c'est le début des grandes invasions. Ostrogoths, Huns, Wisigoths vont ainsi se succéder sur un réseau routier d'une qualité exceptionnelle qui favorise la progression de ces groupes. La voie romaine, qui est l'une des clefs de l'expansion de l'Empire est aussi une de celles de sa chute.

## La construction des voies romaines

### Élaboration du tracé

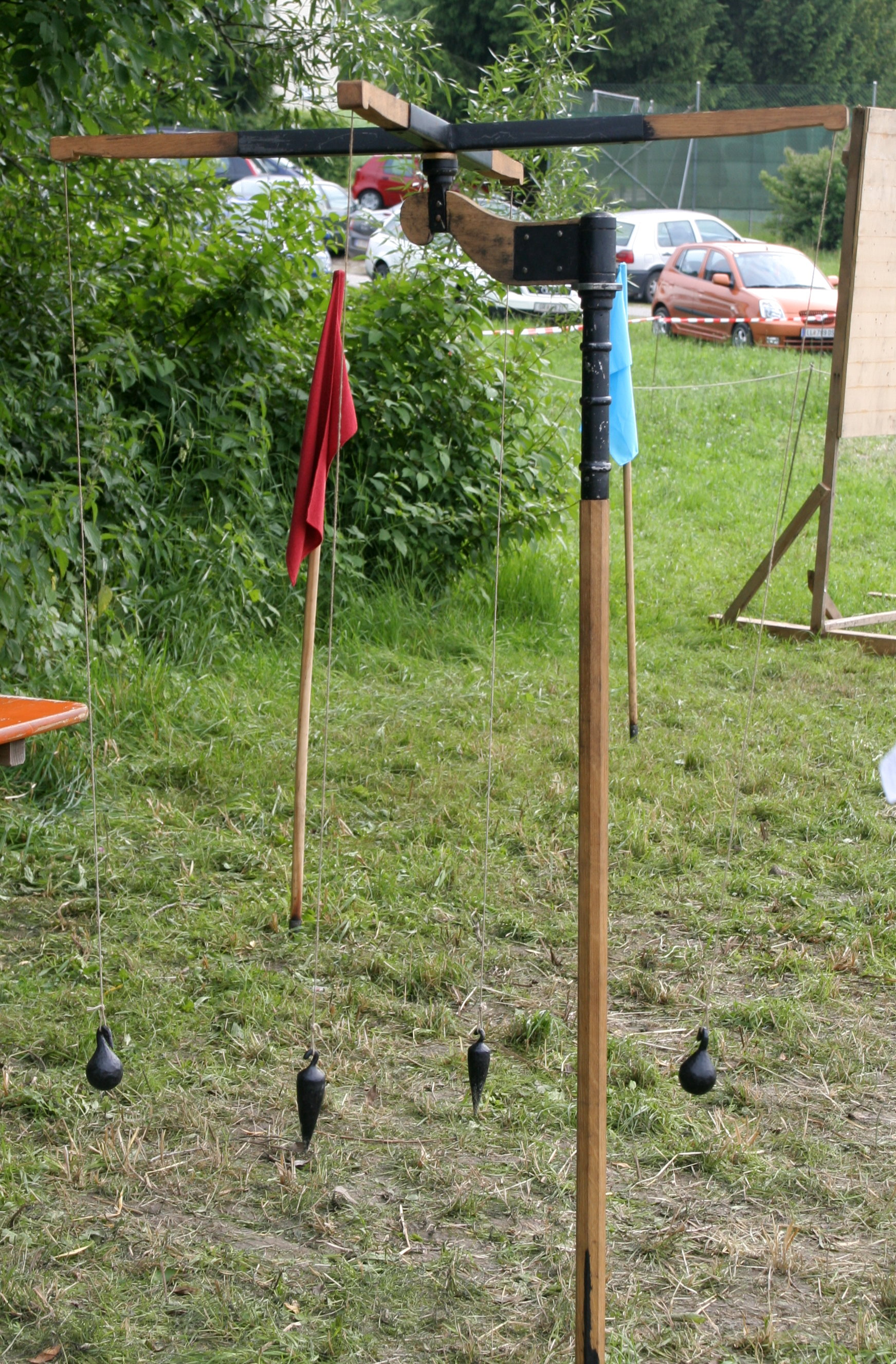
Groma expérimentale.

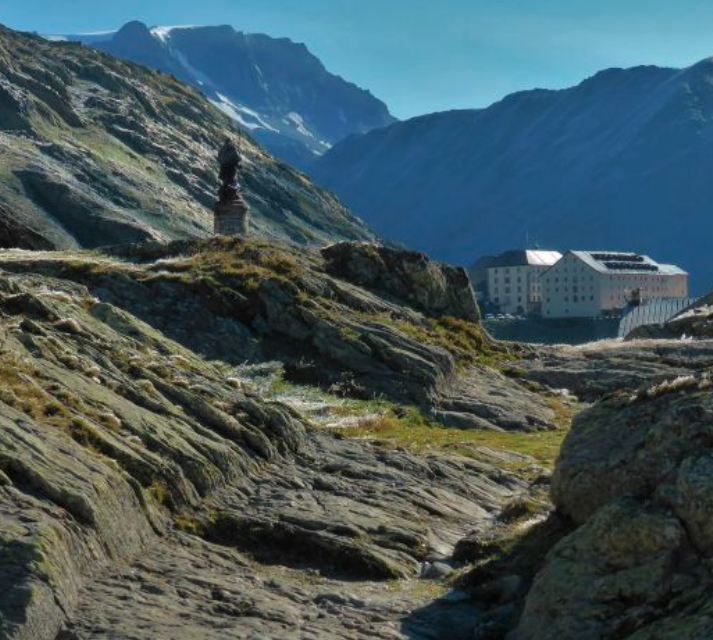
Pragmatiques, les Romains n'hésitent pas à réaliser le tracé d'un cheminement décaissé dans le rocher vif sur les pentes fortes. Construite sous l'empereur Claude, la voie par le col du Grand-Saint-Bernard est une artère reliant le nord et le sud des Alpes.

Lorsque la décision de construction est prise, la délimitation du tracé est ensuite confiée à des arpenteurs, les agrimenseurs ou mensores. Ces arpenteurs utilisent quelques instruments éprouvés :
- la groma, ancêtre de l'actuelle équerre d'arpenteur est utilisée pour faciliter le tracé des angles droits. Elle est composée de quatre branches et pourvue de cinq fils à plomb qui permettaient de tracer des lignes perpendiculaires à partir d'un point central ;
- le chorobate, grande règle (près de 6 m) rigide sur pied et creusée dans sa partie supérieure d'une rainure contenant de l'eau. Elle est utilisée pour le calcul de niveau, permettant de donner une pente régulière dans les zones en relief ;
- la dioptre, instrument composé d'un triangle muni d'un fil à plomb. Il sert pour le nivellement de la route.

D'une manière générale, dans les plaines et les plateaux sans grand relief, les voies romaines se caractérisent par une grande rectitude privilégiée par les ingénieurs romains, partisans de l'orthodromie,. Le tracé s'écarte de la plus courte distance d'un point à un autre quand il doit s'adapter à des contraintes réglementaires (droit des propriétés privées, la plupart des dignitaires étant aussi de grands propriétaires, souci de limiter les expropriations et l'éclatement du réseau des centuries), ou à des contraintes géographiques, suivant alors plus ou moins les courbes de niveau : évitement du relief accidenté, des bas-fonds (zones marécageuses, abords immédiats des cours d'eau). Lorsqu'il y a obligation de franchissement, la voie passe sur un gué (petits cours d'eau) ou sur un pont, de bois ou de pierre, dont il reste encore de magnifiques exemplaires encore empruntés par le réseau routier actuel. En zone de relief, elles empruntent un tracé à mi-pente, pour des raisons de commodité et de sécurité. Les voies s'élargissent dans les virages pour permettre aux chariots, dépourvus d'avant-train, de pivoter au mieux.
Après la prise des mesures, les arpenteurs piquettent le tracé à l'aide de jalons. Pour terminer la préparation du tracé a lieu le débroussaillage et le bûcheronnage.

### Le coût
Le coût de construction des grandes voies romaines, intégrant les expropriations, les travaux des arpenteurs, les ouvrages d'art, les aménagements et bâtiments associés, est difficile à établir. Il est probablement proche de celui d'une route actuelle, ce qui implique un financement en grande partie par le Trésor public. Les voies secondaires impliquent la participation des circonscriptions territoriales et des voyageurs : les modes d'imposition sont peu connus mais le financement de ces dernières devait faire l'objet de multiples contestations vu l'ampleur des contributions,. De nombreux droits à payer participent au financement de la construction et la réparation des voies. Des droits de péage sont prélevés au passage de certains cours d’eau ou aux entrées des villes. Des droits de douane et d'octroi (correspondant à 2,5 % de la valeur des marchandises en Gaule) sont également perçus.

### Le chantier de la voie
Généralement, la construction progresse simultanément en plusieurs tronçons indépendants de distance variable. Ce fait explique les légers changements d'orientation souvent observés. Plusieurs inscriptions — le plus souvent des bornes milliaires — indiquent que la construction est confiée entre autres aux soldats qui trouvent ainsi une occupation (justification donnée par Tacite pour qui les chefs sont soucieux de les arracher à l'oisiveté en temps de paix) et qui sont déjà payés, ce qui réduit le coût de construction. Les tronçons ainsi réalisés se trouvent à proximité des camps militaires. Les autres tronçons sont construits par les esclaves, les colons des propriétaires riverains et les prisonniers. Contrairement donc à l'idée généralement admise, la voie romaine n'obéit pas à un standard type mais plutôt à un ensemble de tronçons de plus ou moins bonne qualité et plus ou moins bien entretenus.
L'aménagement est différent suivant la topographie du sol (creusement en terrain plat, rehaussement en tranchée-déblai en terrain en relief, remblaiement-soutènement pour les zones en dépression).

### Les chaussées

Composition théorique d'une voie pavée romaine en couches réglementairement superposées (superposition, qui n'a été constatée presque nulle part) :
(1). Sol nu nivelé, et éventuellement tassé.
(2). Statumen : plusieurs rangs de pierres plates posées sur une épaisseur de 30 à 60 cm
(3). Rudus ou ruderatio : amalgame de petits
cailloux de 25 cm d'épaisseur
(4). Nucleus : mortier de chaux et de sable, sur une épaisseur de 30 à 50 cm
(5). Summum dorsum : couche formant le revêtement de la route de 20 à 30 cm d'épaisseur : sa surface est généralement constituée de terre (via terrana), de graviers parfois enrobés de béton (via glarea strata), ou de pavés ou de dalles (via lapide strata)
(6). Crepido : trottoir ou chaussée élevée pour les piétons.
(7). Bordure.

Depuis la publication en 1622 du livre de Nicolas Bergier Histoire des grands chemins de l'Empire romain dans lequel est formulée pour la première fois l'hypothèse d'une construction en trois couches des voies romaines, l'idée d'une construction obéissant à un schéma standard partout appliqué a été constamment reprise au cours des siècles. Bergier tente en effet de faire coïncider ses investigations archéologiques avec les données des textes des auteurs romains Strabon, Stace, Pline, et notamment le traité De architectura de Vitruve. Bergier et ses successeurs sont à l'origine d'une théorie sur la composition d'une voie pavée romaine en couches réglementairement superposées. Dès 1934, l'archéologue Albert Grenier démontre qu'il ne s'agit que d'une vue de l'esprit (calquée sur ce que l'on sait, grâce aux écrits latins, de la construction du sol et pavage des maisons).
Le profil final de la chaussée est bombé, permettant ainsi un écoulement aisé des eaux pluviales vers des fossés de drainage situés de chaque côté. Ces fossés servaient quelquefois comme source de matériaux de remblai pour l'entretien.
La voie étant le privilège des troupes, des chariots et des voitures de transports de personnes, des chemins doublent souvent les voies pour le passage des piétons et cavaliers.

## Les différents statuts des voies romaines
Les écrits de Siculus Flacus, arpenteur romain (mensor) du Ier siècle, mettent en évidence un réseau viaire très hiérarchisé, de viae publicae, viae vicinales et de viae privatae, voire de simples diverticula (sentiers écartés qui s'embranchent sur les voies principales).

### Lesviae publicae
Ce sont les grandes voies de l'Empire, les artères maîtresses du réseau routier, reliant les grandes cités entre elles. Ces voies publiques sont également appelées viae praetoriae (voies prétoriennes), viae militares (voies militaires) ou viae consulares (voies consulaires). C'est l'État qui pouvait prendre en charge le financement de leur construction, mais une contribution était exigée des cités et des propriétaires des domaines traversés par ces voies qui devaient ensuite assurer leur entretien.
Elles portent souvent le nom de la personne qui a apporté le projet de sa construction (Agrippa pour la via Agrippa, Domitius Ahenobarbus pour la via Domitia).
En Italie, la gestion en est ensuite placée sous la surveillance du curator viarum, fonctionnaire d'État. C'est le donneur d'ordre des travaux de la voie, de ses réparations.
La largeur moyenne constatée d'une via publica est de 6 à 12 m. La présence de fossés parallèles à certaines voies (fossés latéraux de drainage de 1 à 2 m de large et fossés-limites pour marquer la zone inconstructible), peut donner une emprise sur l'environnement de plusieurs dizaines de mètres. Les déplacements sur ces fossés sont d'ailleurs privilégiés par rapport aux voies pavées : revêtus d'un matériau meuble, ils absorbent beaucoup mieux les chocs et rendent les voyages plus confortables.
Quelques exemples de grandes voies publiques : via Agrippa, de Rome à Boulogne-sur-Mer ; via Appia, de Rome à Brindes ; via Domitia (voie Domitienne), de l'Italie à l'Espagne par la Narbonnaise ; via Egnatia, de Dyrrachium (Durrës) à Byzance.

### Lesviae vicinales
Elles s'embranchent à partir des viae publicae et permettent de relier ainsi entre eux les différents vici (un vicus est un gros bourg) d'une même région ou deux voies publiques. Elles sont, pour leur part, à la charge des magistrats des pagi.
Elles constituent la majorité des voies du réseau.
La largeur moyenne d'une via vicinalis est d'environ 4 m.
Quelques exemples en Gaule de viae vicinales : la voie Regordane reliant Le Puy-en-Velay à Montpellier ou la voie d'Aquitaine reliant Narbonne à Bordeaux.
Une rue urbaine s'appelle vicus, mot qui signifie aussi quartier d'habitation, village. La terminologie antique sur les rues est foisonnante : actus (voie à simple circulation), angiportus (ruelle tortueuse), cardo et decumanus, clivus (rue en pente), iter (chemin pour piéton) , limes (chemin de lisière), via (voie pour deux chars de front).

### Lesviae privatae

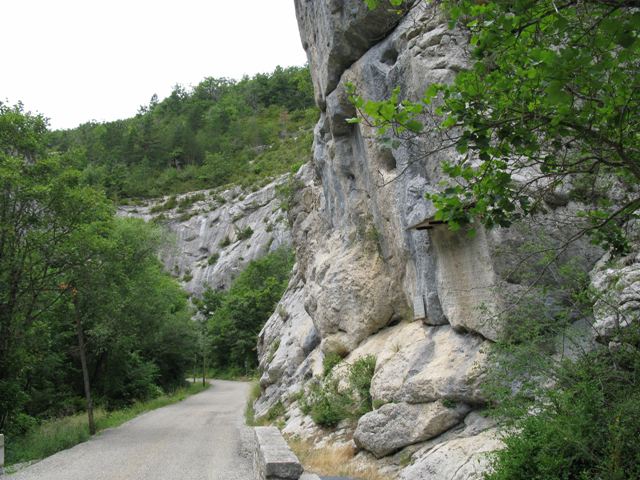
Le préfet du prétoire des Gaules Dardanus fait élargir une cluse afin de tailler une voie privée pour accéder plus facilement à son domaine proche de Sisteron, comme le rappelle l'inscription honorifique du défilé de la Pierre Écrite.

Elles reliaient les grands domaines, les villae, à leurs terres (dessertes agricoles), ou aux viae vicinales et publicae. Elles étaient privées, réservées à l'utilisation seule du propriétaire qui les finançait en totalité et les entretenait, ou pouvaient parfois être empruntées par le public. On les retrouvait souvent en limite de propriété.
La largeur moyenne d'une via privata était de 2,50 à 4 m.

## Les documents routiers
Le travail des arpenteurs ne s'est pas cantonné au calcul et au jalonnement des voies. Grâce aux énormes quantités de données qu'ils ont pu recueillir (distances entre les villes, obstacles, ponts, etc.), ils ont fourni la base du travail des personnes chargées d'élaborer les cartes.
La base de travail des cartographes romains était le rouleau, de longueur et de largeur standard et entièrement rempli. Cela implique une distorsion de la vue d'ensemble, l'échelle n'existant pas comme sur nos cartes routières actuelles. Toutefois, le voyageur romain pouvait y trouver de nombreuses indications sur les étapes ou les relais, la longueur des étapes, les obstacles ou les lieux remarquables (chefs-lieux, sanctuaires), ce qui importait le plus au voyageur de cette époque.

### L'itinéraire d'Antonin
L'itinéraire d'Antonin est, quant à lui, un livret indicateur où sont énumérées, pour toutes les routes, les étapes et les distances. Il s'inspire de la table de Peutinger et a été d'abord rédigé sous le règne de Caracalla (d'où il tient son nom, Antonin étant la gens de Caracalla), puis vraisemblablement remodelé à l'époque de la Tétrarchie, à la fin du IIIe siècle, car on y évoque Constantinople. Il a sans doute été réalisé à partir d'une carte murale.

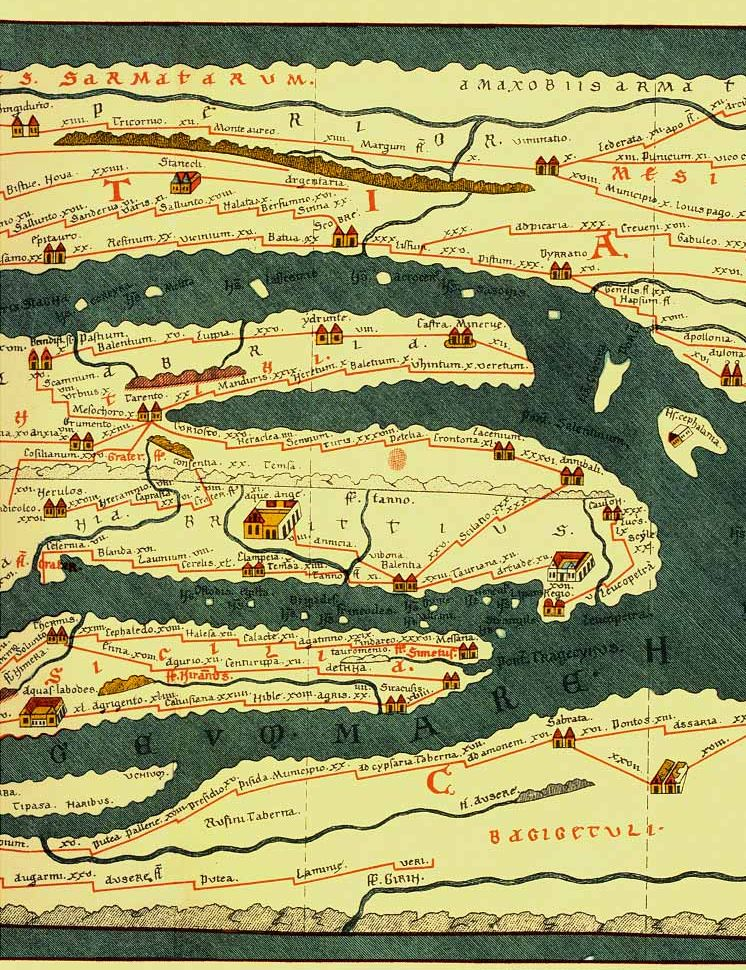
Un extrait de la table de Peutinger.

### La table de Peutinger
Le document le plus connu qui nous soit parvenu est la table de Peutinger, ou table Théodosienne. C'est en fait la copie, faite par un moine alsacien au XIIIe siècle, du document réalisé au début du IIIe siècle par Castorius. Ce document pourrait être également une copie de la carte de l'Empire d'Agrippa destinée à son beau-père, l'empereur Auguste. Donnée à l'humaniste Konrad Peutinger, elle est aujourd'hui à la bibliothèque de Vienne, en Autriche. En 11 feuillets (6,80 m sur 0,34 m au total), la Table représente le monde connu de l'époque, de l'Angleterre à l'Afrique du Nord et de l'Atlantique à l'Inde.

### Autres documents
Au XIXe siècle, quatre gobelets ont été retrouvés dans le lac de Bracciano, près de Rome. Les Gobelets de Vicarello (du nom du lieu-dit de la découverte) portent, gravés sur plusieurs colonnes les noms de relais et les distances les séparant, sur la voie qui va de Rome à Cadix.
D'autres documents, plus précisément axés sur un itinéraire, ont existé. C'est, par exemple, le cas des itinéraires du pèlerinage de Jérusalem comme ceux d'Eusèbe de Césarée, de Nicomédie ou de Théognis de Nicée. Ils sont plus tardifs (IVe siècle) mais le système reste le même : les étapes, les distances entre ces étapes, les relais.

## Les aménagements des voies romaines

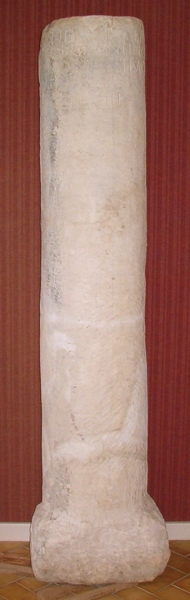
Borne milliaire trouvée à Soulosse-sous-Saint-Élophe (88). (Exposée au musée de cette même localité).

La construction d'une voie romaine ne s'arrête pas à la fin du chantier proprement dit. Un ensemble d'aménagements va permettre aux voyageurs de se déplacer dans les meilleures conditions possibles.

### Bornes milliaires
À intervalles très réguliers, afin de se repérer dans l'espace, les ingénieurs romains érigent en bordure des viae publicae et vicinales des bornes milliaires. Ce sont des colonnes cylindriques hautes de 2 à 4 m et de 50 à 80 cm de diamètre, avec une base cubique, le tout planté dans le sol à environ 80 cm. Contrairement aux bornes kilométriques actuelles, les bornes milliaires n'étaient pas placées tous les milles. Elles correspondent plutôt aux panneaux indicateurs placés régulièrement sur les routes pour indiquer la distance jusqu'à la prochaine étape. Sur chaque milliaire, en hauteur (les utilisateurs des milliaires sont montés : cavaliers, cochers…), on retrouve plusieurs inscriptions : le nom de l'empereur qui a ordonné la construction ou la réfection de la voie, sa titulature (ses titres), l'origine du milliaire (s'il a été placé là après les travaux ou après une réparation) et les distances entre l'endroit où ils se trouvent et les villes, gros carrefours routiers ou frontières. Ces distances sont exprimées en milles. Le mille romain, (milia passuum) correspondait à 1 000 pas (en réalité, doubles pas) de 1,48 m, soit 1,480 km. Lorsque les distances sont exprimées en lieues (ce qui était le cas en Gaule, en préfixant les distances par la lettre L pour éviter toute ambiguïté), on utilise plutôt le terme de borne leugaire (du latin leuga).
Certaines voies ont fait l'objet de bornages à différentes époques (la via Domitia par exemple), avec un système de mesure différent. On a donc retrouvé par endroits des séries de plusieurs bornes milliaires.

### Passage des cours d'eau
Dans un souci d'éviter au maximum les détours, les ingénieurs romains avaient élaboré un ensemble d'aménagements permettant de franchir les cours d'eau.
Cependant, ils privilégiaient quelquefois un parcours un peu plus long en choisissant de contourner la boucle d'un cours d'eau, plutôt que de couper deux fois cette boucle. Par exemple : la voie romaine de Paris à Rouen (devenue les Nationale 14) reste sur la rive droite de la Seine, alors qu'un itinéraire en ligne droite aurait imposé deux traversées (comme le font les autoroutes A15 et A86).

#### Gués
Les voies franchissaient souvent ceux-ci à gué. Ces zones étaient souvent simplement empierrées ou faites de pierres maçonnées à la chaux, soutenues par des madriers de bois. Les fouilles ont cependant mis au jour des gués de grande importance, fait de blocs autobloquants de grand appareil avec mur de soutènement, dépression canalisant l'eau et chaussée pour le passage. Ces gués évoluent quelquefois vers des pontets en bois ou en pierre.

#### Ponts

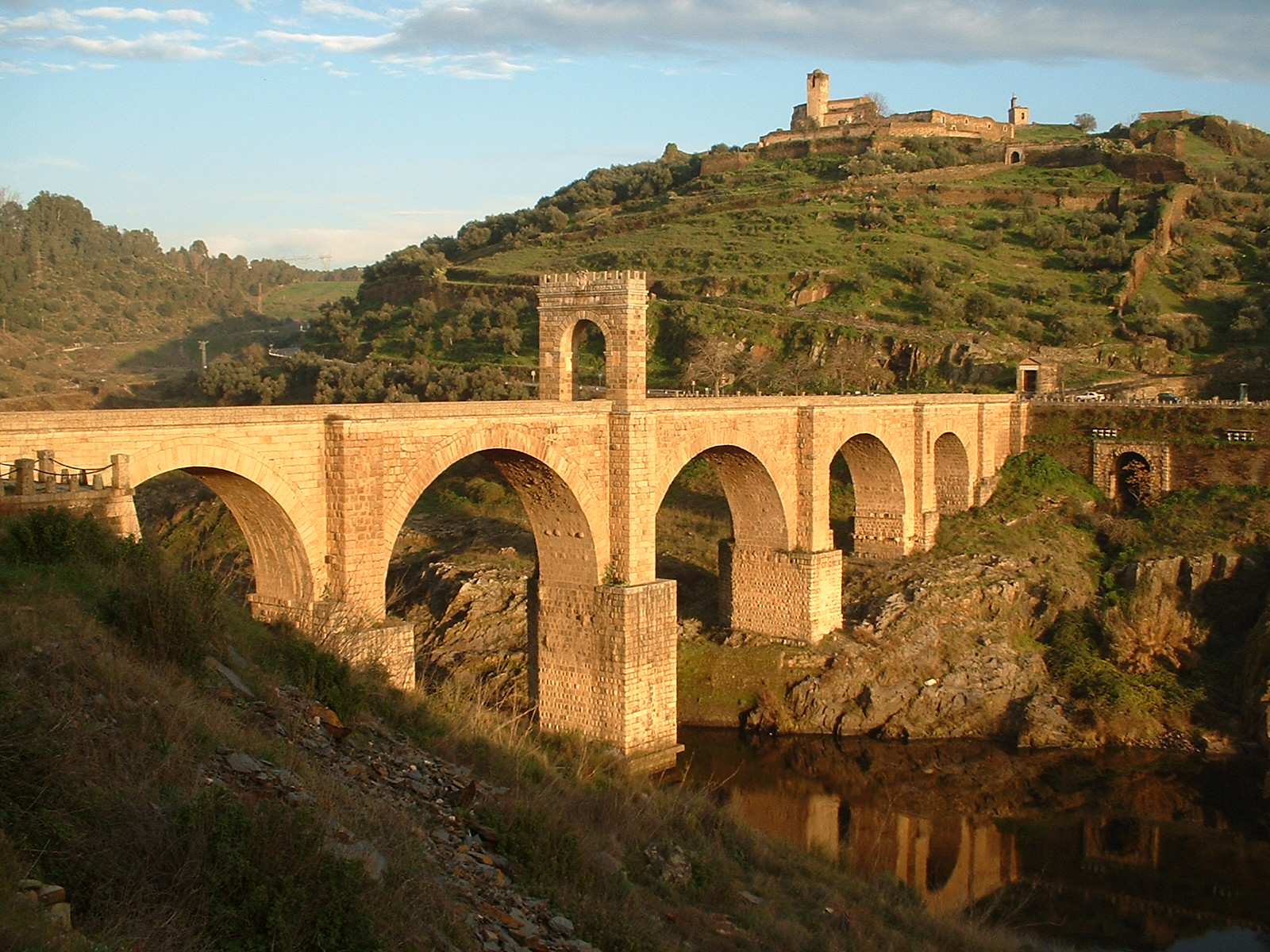
Pont d'Alcántara, Espagne.

##### Ponts de pierre
L'agencement le plus spectaculaire des voies romaines fut la construction de ponts en pierre, sur les cours d'eau de moyenne largeur. Ils permettaient la continuité de la circulation en toute circonstance, par exemple en période de crue. Ces ouvrages ont souvent traversé les siècles et sont encore utilisés de nos jours ou bien, après leur destruction, leurs assises ont servi pour les constructions postérieures. Au-delà de l'aspect routier, les ponts ont toujours été des sources de peuplement.
En fonction de la largeur à franchir, les ponts pouvaient avoir une arche isolée ou compter plusieurs arches. Dans ce dernier cas, les piles pouvaient être protégées par des arrières et des avant-becs, évitant, lors des crues, que des objets flottants s'amoncellent contre les piles et que le pont forme un barrage qui aurait mis en danger sa solidité. Pour limiter également la pression de l'eau lors de fortes montées, des échancrures rectangulaires pouvaient y être aménagées.

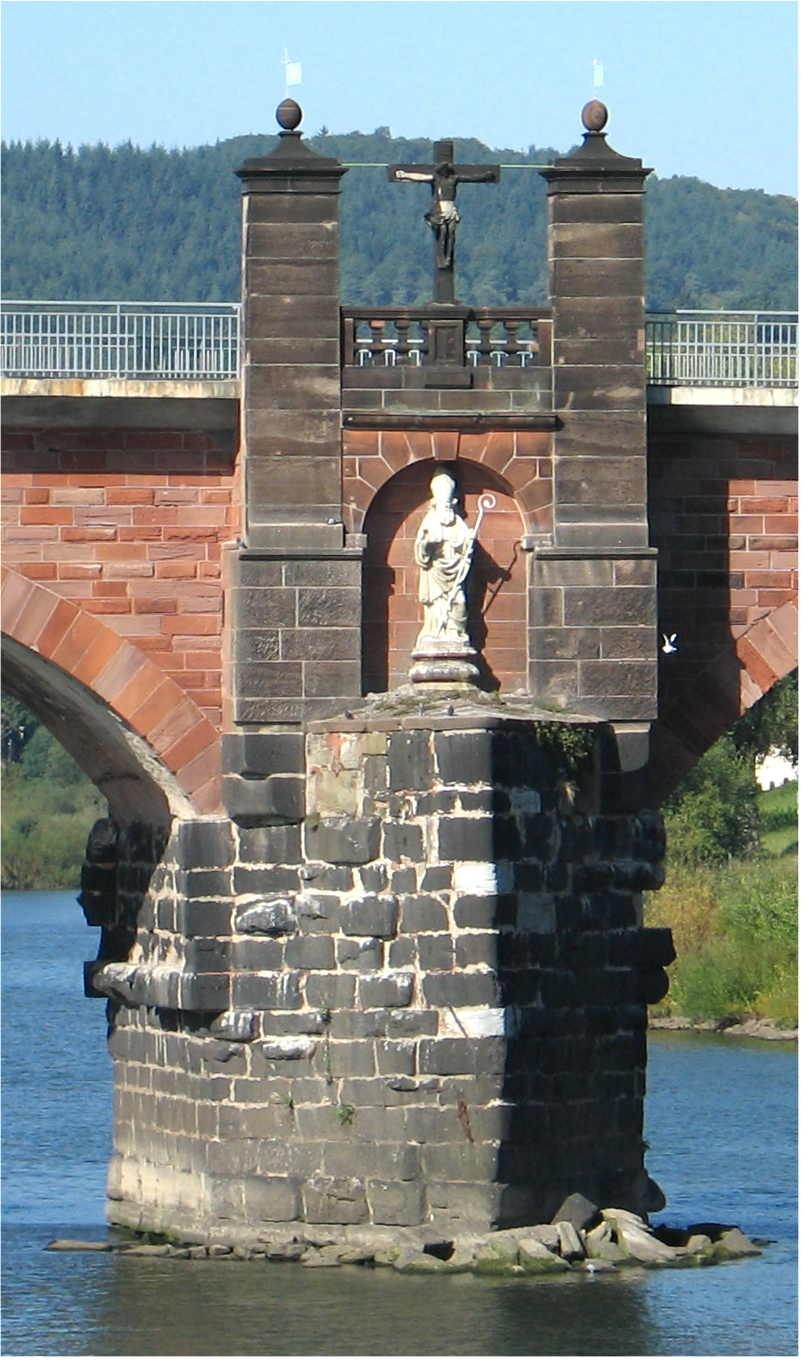
Ancien pont mixte pierre + charpente à Trèves : les piles sont authentiquement romaines.

##### Ponts de bois
Les ponts en pierre étaient généralement réservés aux axes majeurs, près des grandes cités. La plupart des ponts étaient entièrement en bois, fondés sur pilotis.

##### Ponts mixtes
Ou bien, pour plus de solidité, les piles étaient en pierre, mais le tablier du pont était en charpente de bois.
Le pont de Trèves était de ces ponts mixtes à piles de maçonnerie et tablier de bois. Aujourd'hui, les piles romaines sont conservées, mais le tablier, plus récent, est en pierre de taille.

##### Ponts de bateaux
Pour le franchissement des cours d'eau les plus larges, les Romains avaient conçu des ponts de bateaux (en latin pontones) avec, sur chaque rive, une partie en dur qui s'y rattachait, ainsi que des piles d'ancrage dans le cours d'eau même, permettant une meilleure stabilisation de l'ensemble (voir : Arles, Cologne).

##### Bacs
Le système des bacs payants, chargés de transporter d'une rive à l'autre voyageurs et marchandises, était aussi largement utilisé.

##### Aménagements spéciaux, tunnels

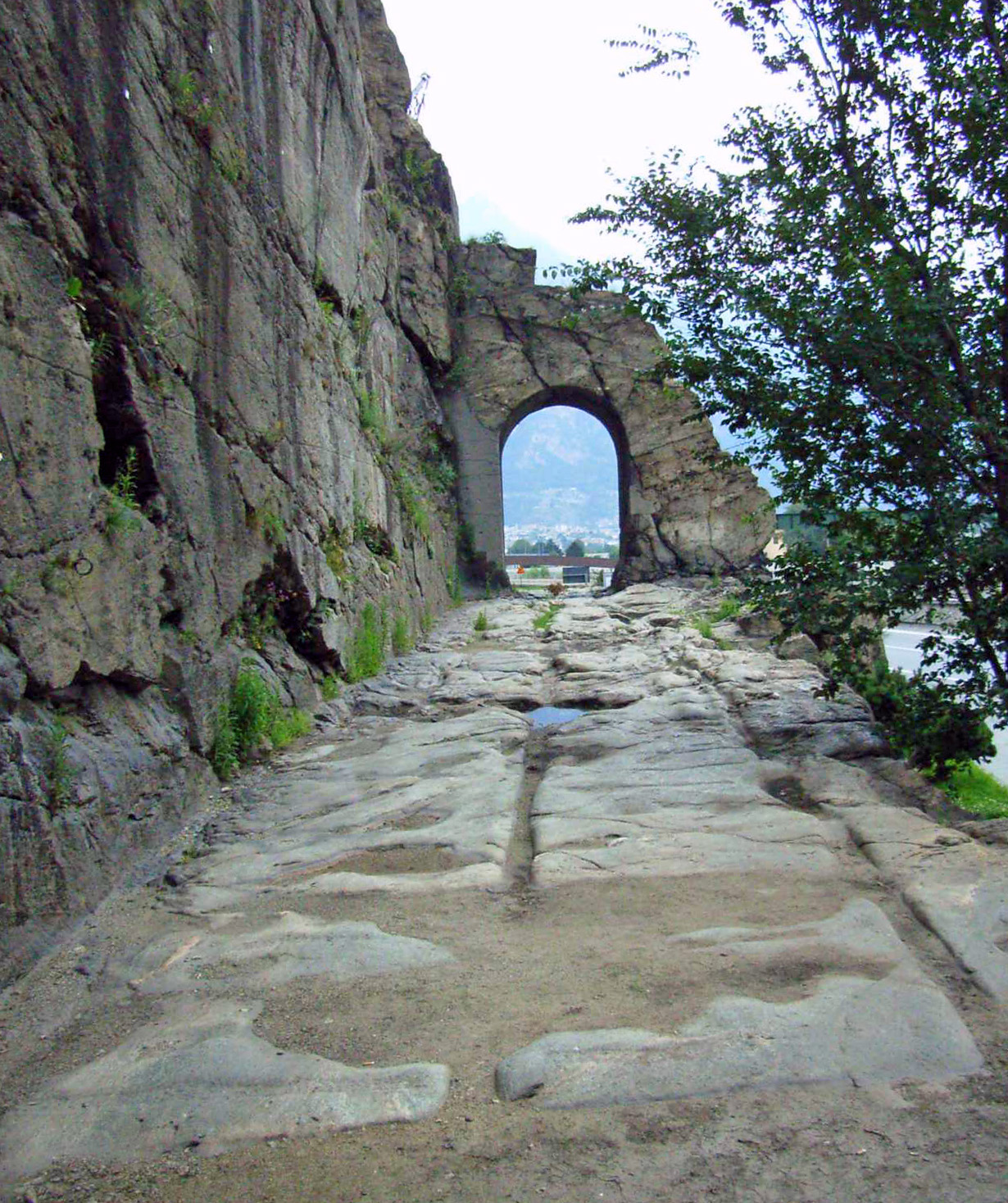
La porte de Donnas. L'arche du tunnel a un rôle fonctionnel (empêcher l'effritement de la roche) ou une signification symbolique (exalter la puissance de Rome). Les ornières ne résultent pas ici de l'usure mais sont des guide-roues intentionnellement creusés pour éviter le dérapage des attelages sur les blocs glissants.

En zone montagneuse, enfin, si les tracés abandonnent leur rectitude, de nombreux endroits, certes plus étroits, ont été creusés à même la roche, à flanc de montagne pour permettre le passage. On a aménagé parfois dans ces zones de très petits tunnels et, pour la sécurité, des tabliers sur le côté de l'à-pic pour prévenir des chutes et des murs de soutènement permettant d'élargir quelque peu la voie. Voir : Aoste, table de Trajan.
Il existe aussi, sur les grandes voies (tunnel du Furlo sur la via Flaminia), ou pour des usages spécifiques militaires ou civils, des tunnels routiers romains de très grande longueur, pouvant atteindre plusieurs centaines de mètres, ou même 1 km (trois tunnels romains des champs Phlégréens, près de Naples).

## Les bâtiments et constructions diverses
Pour le confort des équipages et du voyageur, l'administration romaine va installer des stations routières (stationes) le long des voies, les mutationes et les mansiones.

### Relais et auberges
La tradition historiographique distingue la mutatio (halte-relais réparti tous les 10 à 15 km, pour la simple détente et le changement éventuel de monture) et la mansio (gîte d'étape où l'on peut séjourner, réparti toutes les trois mutationes). Les mansiones sont distantes entre elles d'environ 30 à 50 km. La plupart sont des bâtiments déjà construits avant la conquête romaine, choisis par les autorités en raison de leur emplacement stratégique correspondant à ces distances, ou sont de petits camps romains transformés. La distinction entre mutatio et mansio, basée sur la terminologie antique des stations routières qui est largement polysémique ou mal établie, n'a plus cours aujourd'hui.
Tenue par le preapositus, la mansio est un lieu d'étape bien équipé et permettant éventuellement d'y passer la nuit. On y trouve une auberge pour le repas (appelée caupona — l'aubergiste est le plus souvent qualifié de caupo ou de pandokeus — ou taberna, terme souvent péjoratif chez les auteurs antiques qui associent ces loci inhonesti, « lieux infâmes » tenus par un perfidus caupo aubergiste fripon, à de la cuisine grossière et à la prostitution), un débit de boissons (popina), des entrepôts (horrea qui servent notamment à la cura annonae, le service de l'annone des marchandises), des thermes, des espaces commerciaux, un service d'écuries – le stabulum - pour le repos des montures, des palefreniers, des cochers et postillons, un maréchal-ferrant voire un atelier de forge et un charron chargé de la réparation des véhicules.
La mauvaise réputation des mansiones explique que les voyageurs aisés évitent ces lieux : munis d'une lettre d'introduction, ils se font inviter par une personne pratiquant l'hospitium, l'hospitalité privée (hospitium privatum) ou publique (hospitium publicum par exemple dans le praetorium, bâtiment où le gouverneur séjourne lors de ses tournées),.
Ces établissements peuvent être à caractère privé ou public. Dans ce dernier cas, ils peuvent abriter un édifice administratif : poste de douaniers, stations de bénéficiaires (les beneficiarii désignant des militaires détachés de leur corps et participant à la protection des routes).
Les mansiones qui ont une activité importante ont pu donner naissance à des agglomérations secondaires en bord de route.  Les toponymes de Mudaison et Muizon sont issus de mutatio. Ceux des Maisons (-Alfort, -Laffitte, etc.) et surtout les Maison-Rouge gardent le souvenir des anciennes mansiones. Saverne vient de Tres Tabernae (les trois auberges).

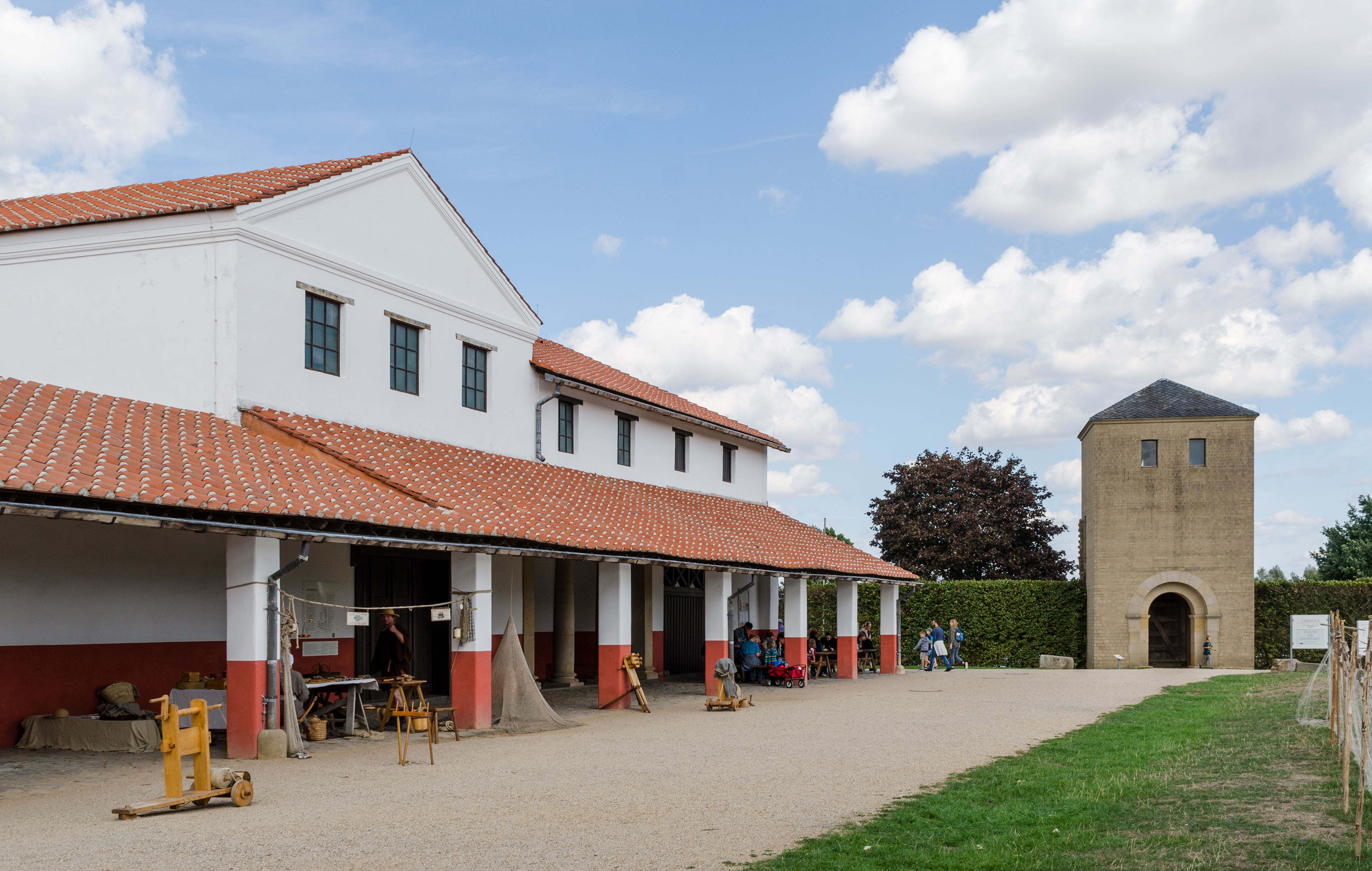
Reconstitution d'une mansio  dans la Colonia Ulpia Traiana.
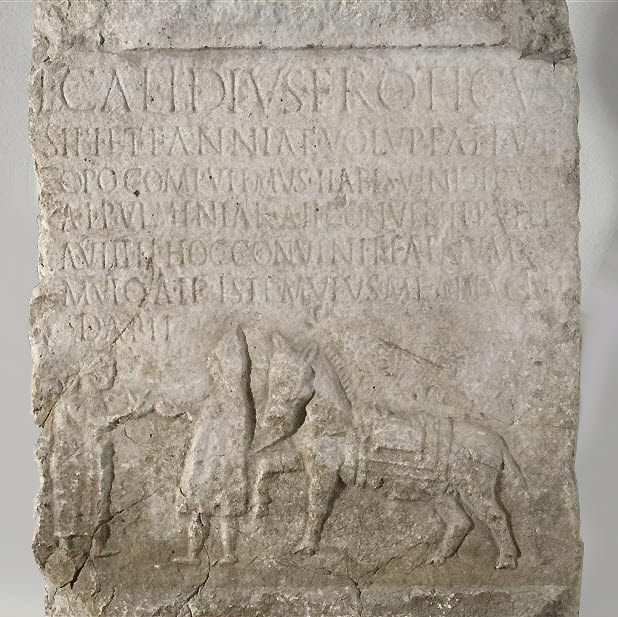
Stèle d'Aesernia : inscription[53] reproduisant le dialogue entre une caupo et un voyageur[54] à propos du prix du repas et des services fournis.
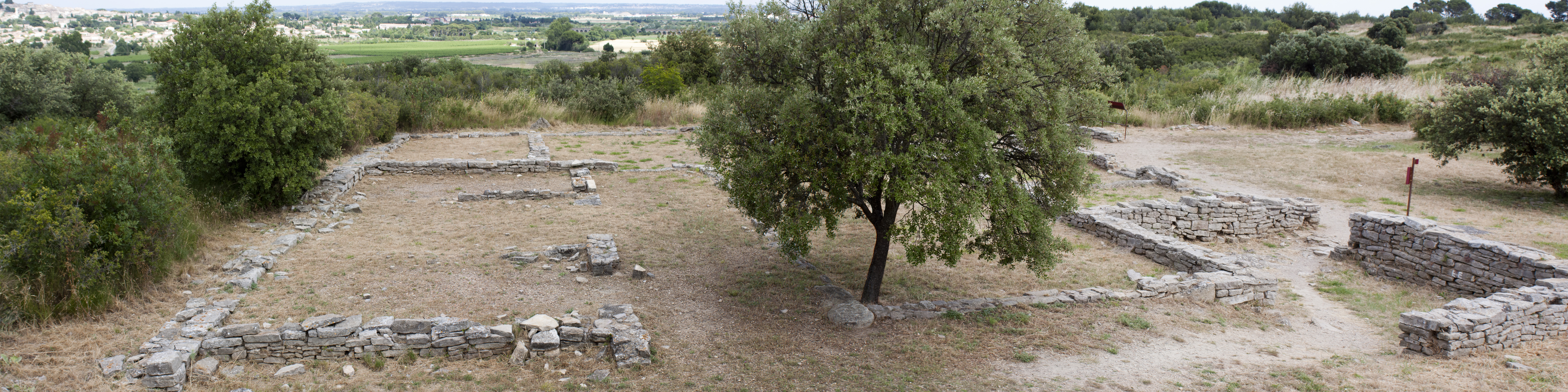
Véritable aire de services dédiée aux voyageurs, le village-étape d'Ambrussum[55] sur la voie domitienne est constitué de trois auberges[56].
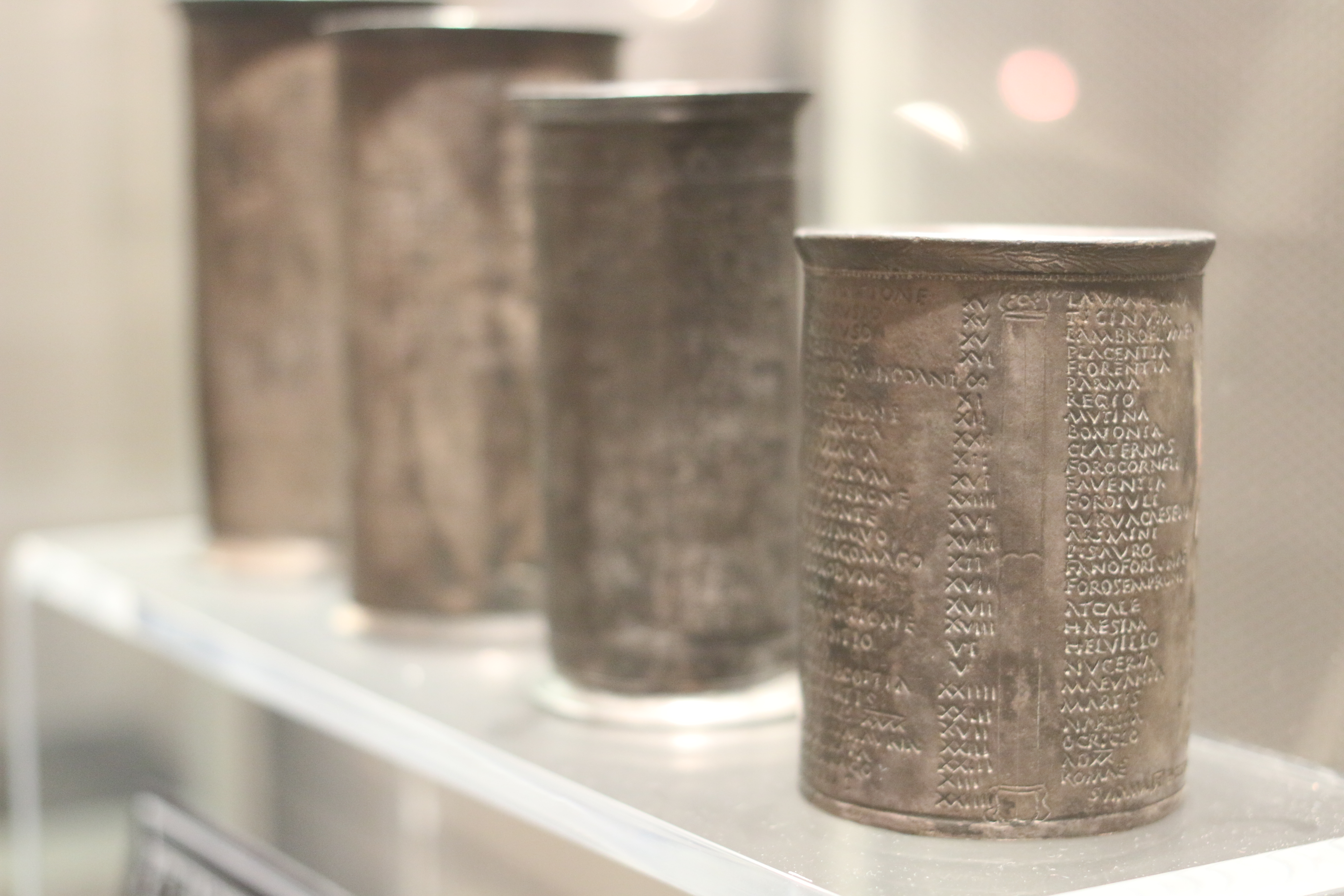
Certains gobelets dans les auberges portaient des gravures donnant les étapes et les distances de l'itinéraire routier pour les voyageurs.

### Sécurité
Contrairement à une idée reçue, la voie romaine, au moins dans le principe, n'est pas le vecteur d'un trafic intense et diversifié avec piétons, cavaliers et attelages. Le cursus publicus — service des postes de l'Empire romain — est, avec l'armée, le principal bénéficiaire et l'utilisateur prioritaire de la voie romaine, il utilise ces étapes pour l'acheminement rapide de messages et de nouvelles.

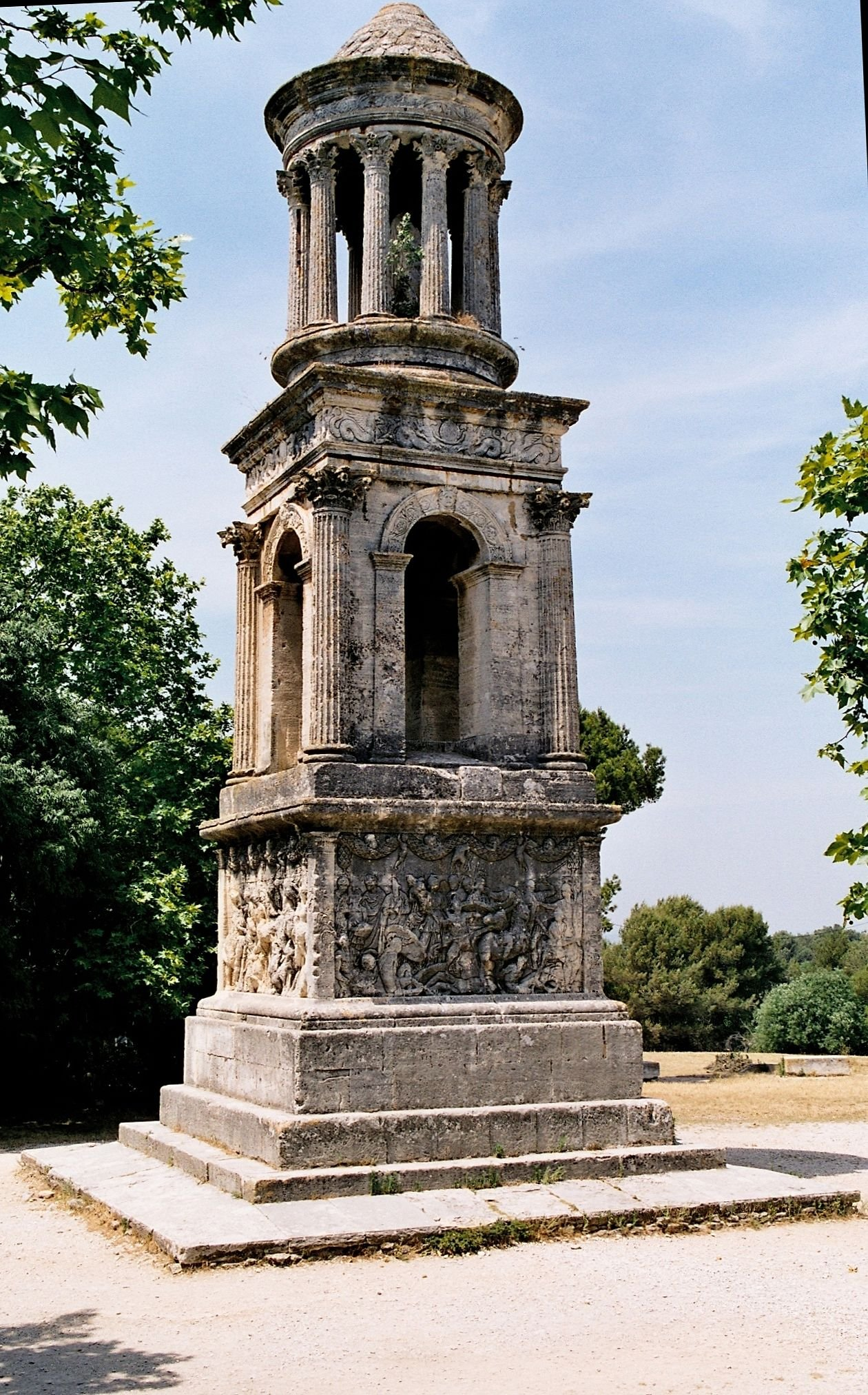
Mausolée de Glanum.

La sécurité sur ces voies est toute relative, d'où la nécessité d'installer des postes de police pour lutter contre le brigandage. Les inscriptions de Nyon, de Bingen et du théâtre d'Eu mentionnent des « préfets à la répression du brigandage » (praefectus latrocinio arcendo). Ces considérations permettent de conjecturer la construction à proximité des routes, de fortins et de camps militaires, ayant un rôle dans une surveillance policée de l'Empire. Certains, comme à Jublains en Gaule romaine, sont de véritables forteresses peut-être destinés à protéger le service de la poste et les horrea du fisc où sont entreposés les impôts en nature.

### Monuments civils, militaires et sacrés

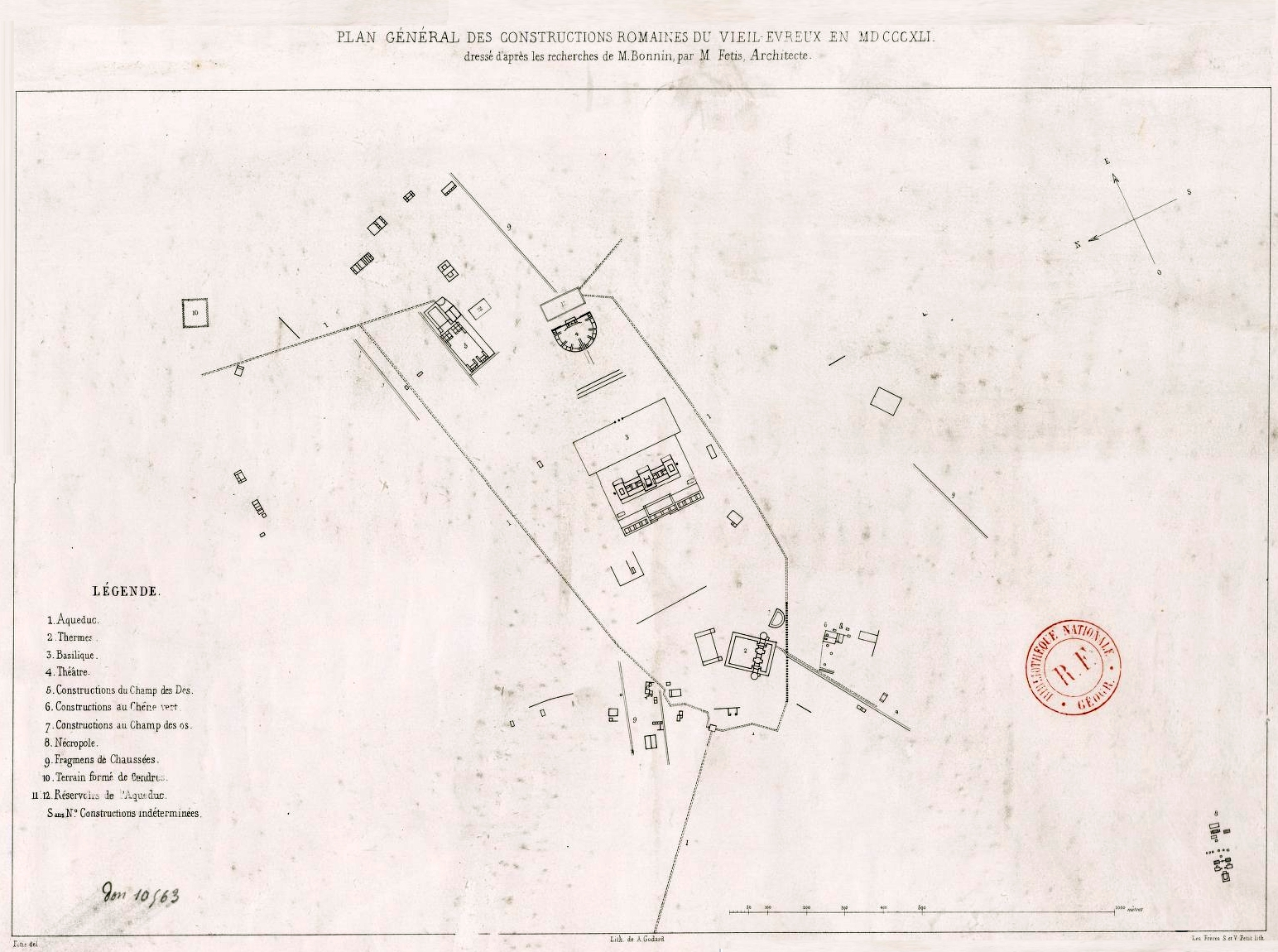
Gisacum est un sanctuaire gallo-romain périurbain et un lieu de pèlerinage à rayonnement régional. Trois routes conduisent le pèlerin à des auberges à l'extérieur de l'enceinte sacrée, avant qu'il n'aille se purifier le corps aux thermes, rendre hommage aux dieux dans le grand sanctuaire et assister dans le théâtre à une représentation certainement marquée d'un fort caractère religieux.

Enfin, pour le réconfort spirituel et pour être mis sous la protection des dieux tutélaires, les voyageurs trouvaient régulièrement le long des voies romaines des lieux cultuels, temples ou fanum. Ils sollicitaient Mercure, dieu du commerce et des voyageurs, Diane, gardienne des routes ou des divinités locales. On y faisait ainsi des offrandes monétaires ou d'ex-voto, des sacrifices…
Plus grandioses et souvent érigés à la gloire de leurs donateurs, qu'ils soient empereurs ou riches particuliers, les mausolées et trophées témoignent encore aujourd'hui de l'admirable architecture des Romains. Les plus beaux exemples de la Gaule romaine sont le trophée d'Auguste à La Turbie et le mausolée des Jules à Glanum (Saint-Rémy-de-Provence).

## Les grands axes romains

### Principales voies romaines en Italie
- Via Aemilia (-187) de Rimini (Ariminum), vers Césène, Bologne, Plaisance (Placentia) et Milan (Mediolanum), auj. SS 9.
- Via Aemilia Scaura (-109) prolongement de la via Aurelia, de Pise vers Gênes.
- Via Appia auj. via Appia Antica (-312) de Rome vers Terracine, Capoue, Bénévent (Beneventum), Tarente (Tarantum) et Brindes (Brundisium), auj. approx. SS 7.
- Via Aurelia (-241) de Rome vers Pise et Lucques, plus tard vers Gênes, Savone Ventimille et la Gaule, auj. SS 1.
- Via Cassia (-171) de Rome (embranchement de la via Flaminia) vers l'Étrurie, Arezzo (Aretium), Florence (Florentia), Pistoie, Lucques et Pise (rejoint la via Aurelia).
- Via Flaminia (-220) de Rome vers Narni (Narnia), Fano (Fanum Fortunae) ou Rimini (Ariminum), auj. SS 3.
- Via Popilia (-132) de Capoue, vers Nocera (Nuceria), Morano (Moranum), Cosenza (Cosentia), Vibo (Valentia), Reggio de Calabre (Rhegium).
- Via Salaria de Rome vers Ascoli Piceno et Porto d´Ascoli, auj. SS 4.

Voies romaines en Italie.

### Les voies romaines en Gaule

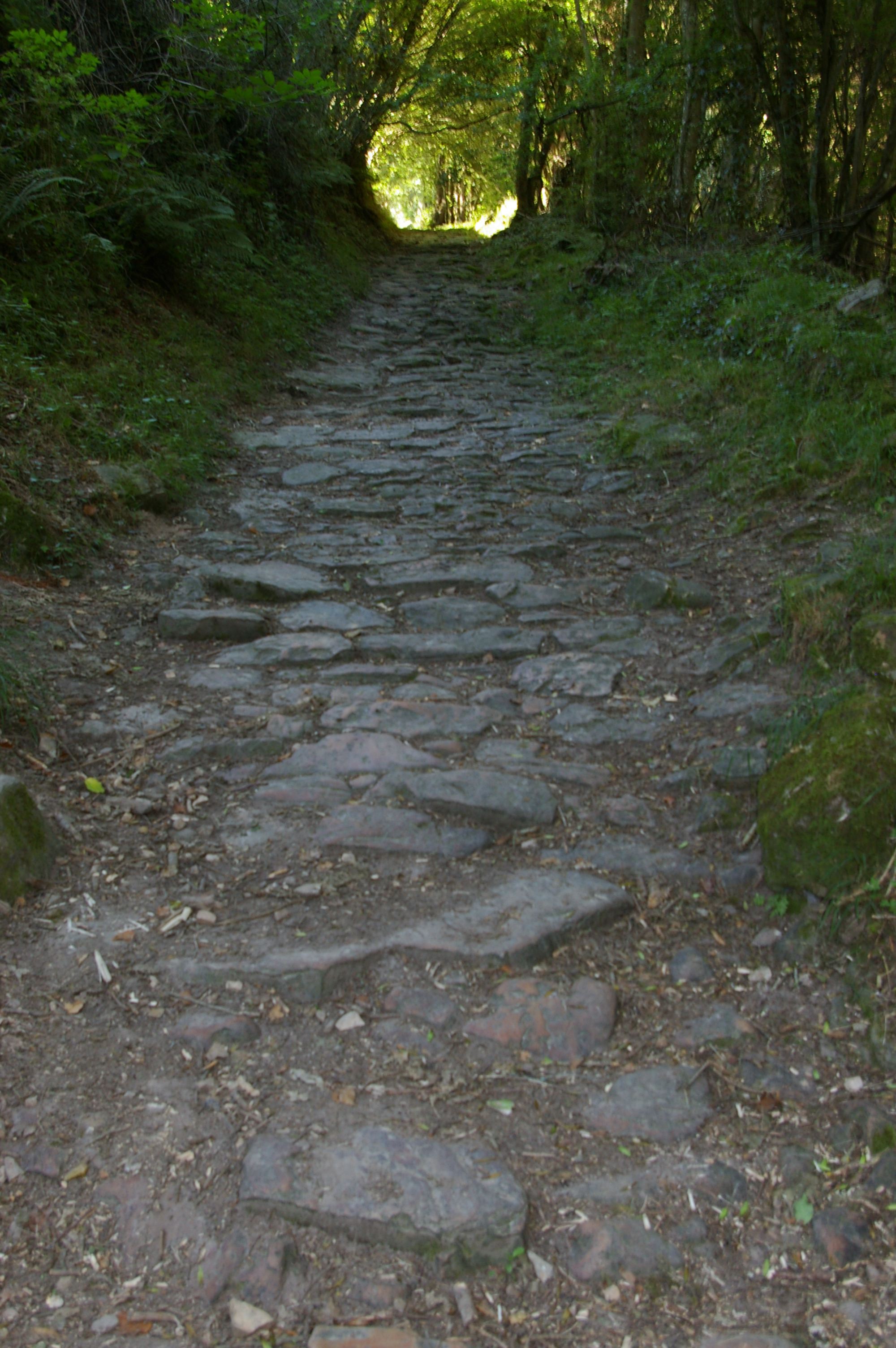
Section de voie romaine, à Sainte-Suzanne (Mayenne)

La conquête de la Gaule par les légions romaines a été grandement facilitée par un ensemble de chemins et de routes, outils de communication à vocations multiples (stratégique, économique ou culturel) entre les cités des peuples gaulois.
Les voies anciennes sont progressivement romanisées et, combinées aux voies nouvelles, forment un maillage d'itinéraires à partir de la capitale, Lugdunum / Lyon (bien que l'origine de ces voies soit Rome) vers toutes les capitales des cités, qui furent également reliées entre elles.
Les quatre grands axes partant de Lugdunum sont :
- Via Julia Augusta : la route de l'Italie pour rejoindre Rome,
- La via Agrippa dite voie de Germanie : la route de la Germanie pour rejoindre Colonia Traiana / Cologne,
- La via Agrippa dite voie de l'Océan : la route de Boulogne-sur-Mer, port d'embarquement pour la Grande-Bretagne,
- La via Agrippa dite voie d'Aquitaine : Lyon, Limoges, Saintes avec sa variante à partir de Limoges pour Burdigala / Bordeaux.

Voies romaines en France.

## Modes de transport

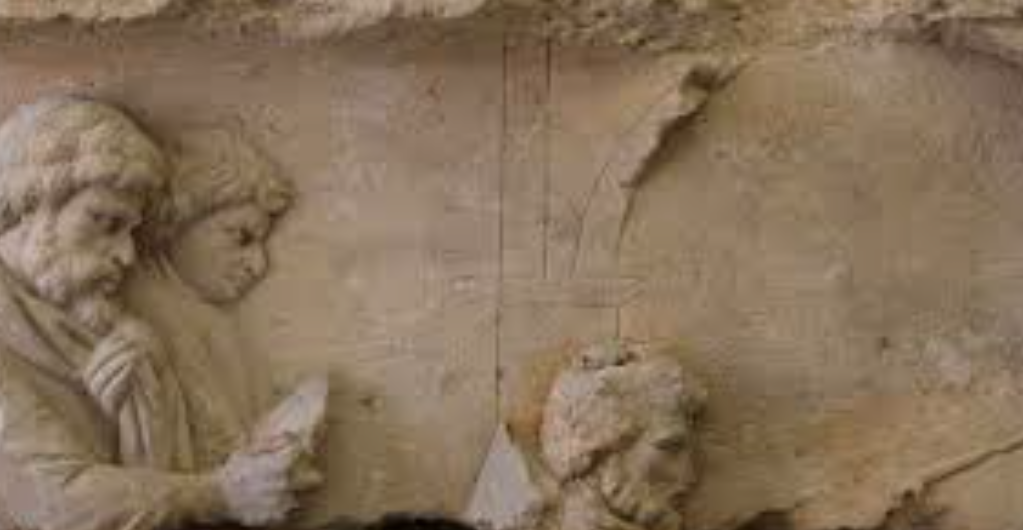
Pilier des voyageurs (musée d'Arlon). La lenteur des déplacements suscite l'ennui, d'où l'homme barbu assis sur un banc de la reda qui lit sur des tablettes pour passer le temps. Le cocher assis sur un escabeau devant tient la baguette munie de piquants (stimulus) guidant l'attelage.

Les modes de transport sont connus essentiellement à travers des sources littéraires, iconographiques et épigraphiques qui permettent de les confronter aux rares trouvailles archéologiques (moyeux, clavettes, mors métalliques, sabot de frein).
Les déplacements se font à pied ou avec des animaux de bât, de monture et de trait (attelés à un véhicule, le vehiculum). Il existe de nombreux véhicules selon les régions et le savoir-faire des charrons locaux (notamment les Gaulois qui disposent de grandes forêts aux essences variées), la technique d'attelage (de front ou en file, à timon ou à brancards), l'emploi différentiel des animaux (cheval, bœuf, mule et âne), la nature du transport (hommes ou marchandises), le nombre de roues (deux ou quatre). Là encore, la terminologie antique des véhicules est polysémique ou mal établie.
Le transport de personnes est très varié : monture (celle à cheval étant la plus rapide mais destinée à des transports courts en raison de l'absence d'étriers), chaise à porteurs (la sella), litière (appelée lectica) ; attelage au currus, le char (tiré par deux, trois ou quatre chevaux), ou à un véhicule de voyage équipé d'un système de suspension par courroies de cuir (voiture couverte : raeda ou reda qui est le véhicule privilégié pour la poste accélérée, carruca, carpentum, etc. ou ouverte : cisium ou essedum, petorritum…). Les sources littéraires nous apprennent qu'il existe également divers chariots de transport de marchandises : plaustrum à train de roues pleines, sarracum au train allongé, carrus avec un ou deux trains de roues à rayons principalement utilisé par les armées,.
Le déplacement moyen à pied est de l'ordre de 20 milles romains/jour soit près de 35 km. Les transports par les animaux d'attelage et de bât tels que les bœufs et les mules sont lents : ils ont une vitesse moyenne de 2 à 3 km/h mais ne peuvent être utilisés que cinq heures par jour, le reste de la journée étant consacré à l'alimentation et au repos. Le cursus publicus (service de poste, mais aussi de renseignement et de surveillance des provinces) assure la rapidité et la régularité des transmissions, la vitesse moyenne des courriers à cheval transportant les messages dans un grand sac en cuir attaché à la selle (averta) étant estimée à cinq milles par heure, soit 75 km par jour, mais pouvant doubler en cas de nouvelle urgente. Les auteurs antiques mentionnent des records : celui de Tibère rejoignant son frère Drusus sur son lit de mort en Germanie, et qui parcourt 200 milles par vingt-quatre heures (300 km) en changeant trois foi de relais postaux sans s'arrêter, est souvent cité.

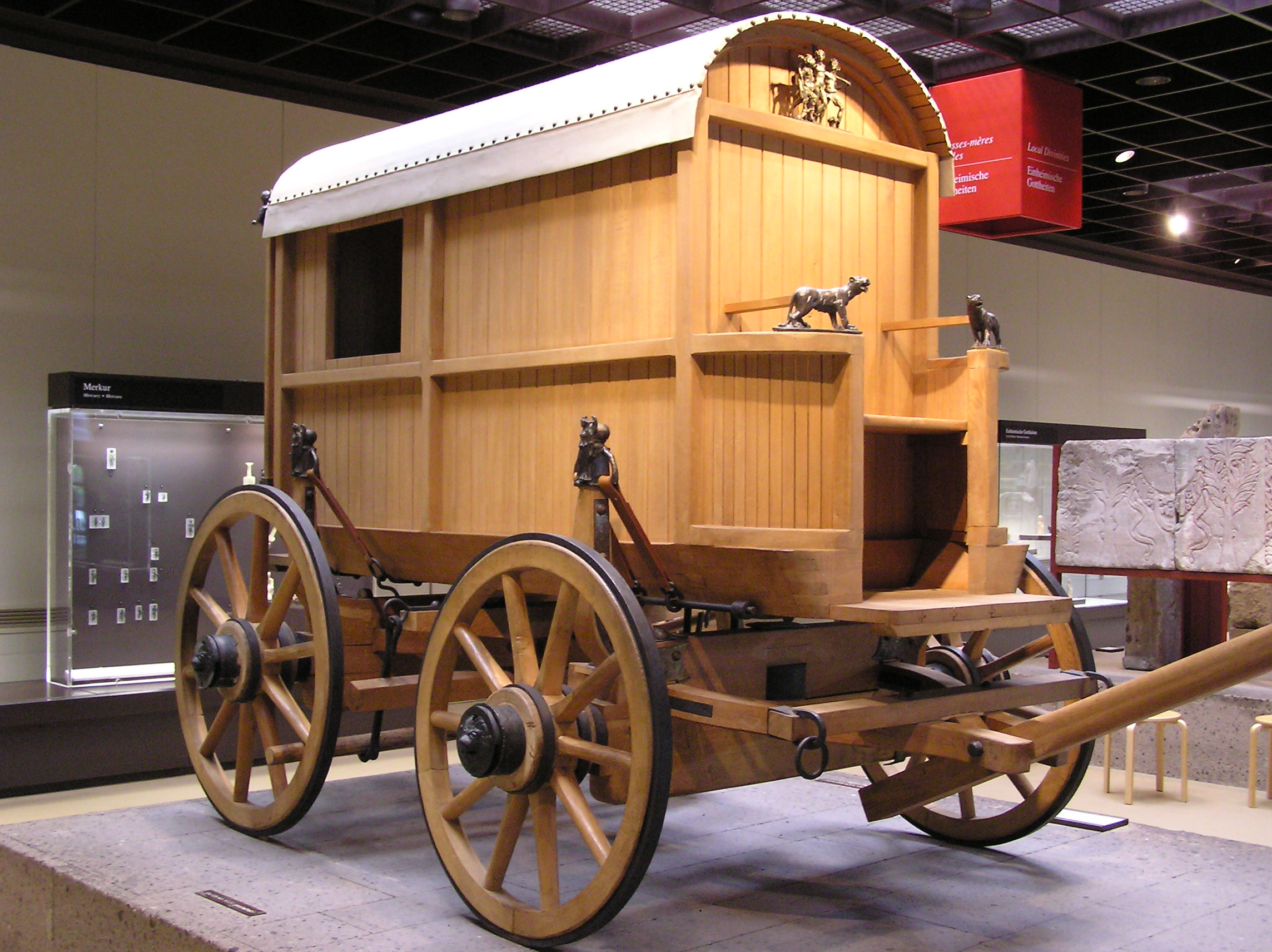
Reconstitution d'un carpentum au musée romain-germanique de Cologne.
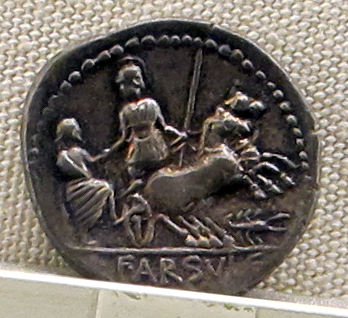
Le bige est le mode de locomotion idéal pour le transport rapide d'une ou deux personnes
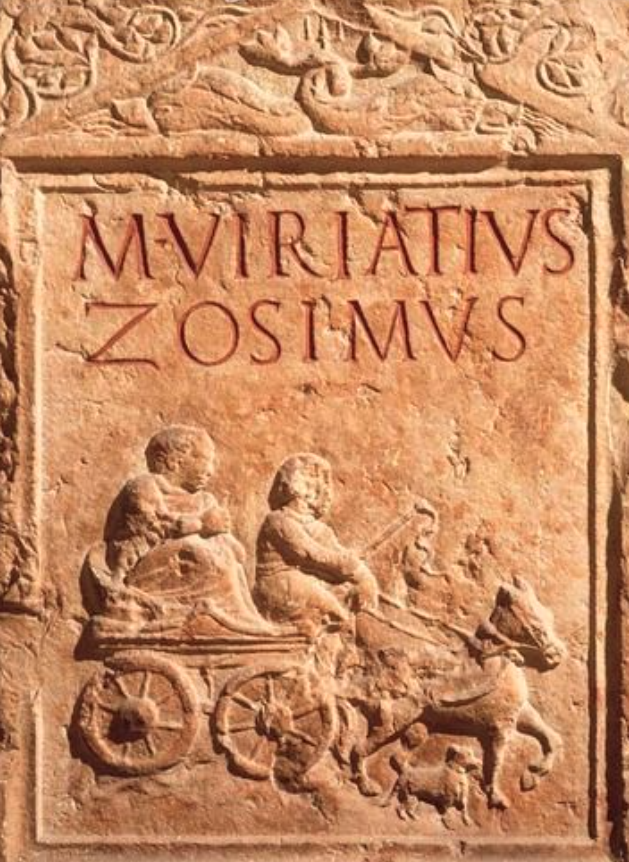
Stèle funéraire romaine représentant un véhicule type « taxi »[74].

## Inventaire des voies romaines

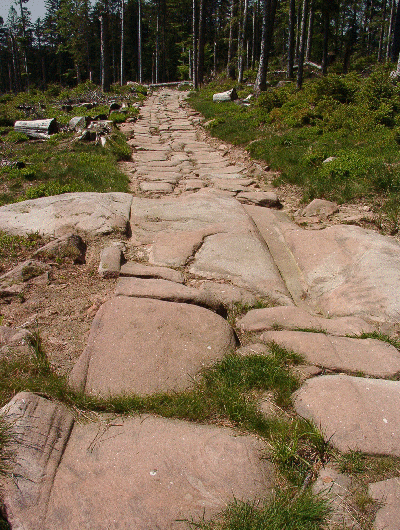
Voie romaine au nord de Raon-lès-Leau (54/88).

Avec leur sens de l'organisation, de la géométrie et de la construction, les Romains, avec l'appui logistique d'un grand nombre de soldats, ont ainsi tracé des cheminements encore souvent visibles de nos jours sur le terrain ou sur des cartes détaillées.
Les documents antiques qui sont parvenus jusqu'à nous ne permettant pas toujours de localiser précisément les voies romaines, on doit chercher d'autres indices ; et d'abord, sous nos pieds lorsque nous circulons, car de nos jours, de nombreuses voies romaines sont recouvertes par un axe moderne, par exemple la R N7. Une idée reçue veut ainsi que toute route antérieure aux routes modernes date de l'époque romaine et que la pérennité du réseau viaire romain a structuré les paysages jusqu'au XVIIIe siècle. Pourtant, certaines des voies antiques existent avant les conquêtes romaines (réseau préromain) et continuent d'être actives, d'autres sont des créations médiévales vers les nouveaux centres de pouvoir. L'inventaire systématique des voies romaines, toujours en cours, est réalisé à partir du XIXe siècle par les sociétés savantes qui publient annuellement le résultat de leurs recherches ainsi que des fouilles et découvertes effectuées ou rapportées par leurs membres. Certains de ces membres chauvins ont crédité d'un passé bimillénaire de nombreux chemins de leur région pourtant de création plus récente. Les historiens actuels, prudents, préfèrent le terme de voies anciennes (de),.

### Cartographie et techniques de prospections
Les prospections au sol, les prospections aériennes et l'étude cartographique fine permettent de retrouver facilement la trace des voies oubliées par leur marque visible dans le parcellaire ou les limites de communes. Des techniques de prospections plus sophistiquées s'utilisent de plus en plus couramment par exemple, en photographie aérienne, la thermographie et le sondage de résistivité électrique. Les cartes et cadastres anciens servent d'appoint précieux pour suivre le tracé des voies romaines. Leurs traces (talus et fossés d'enclos correspondant à des limites parcellaires) reportées sur le fond parcellaire de ces représentations géométriques anciennes, permettent de matérialiser un axe constitué de chemins parfois repris par des routes communales, départementales ou régionales,.
La rectitude du tracé d'une route, la présence de villages à l'écart, succédant à d'anciennes villas romaines (exploitations agricoles), donnent souvent une première indication. Tenir la hauteur est un des principes des ingénieurs romains. Les voies romaines évitent tant que faire se peut les vallées et les bas-fonds, et préfèrent suivre la ligne de partage des eaux.

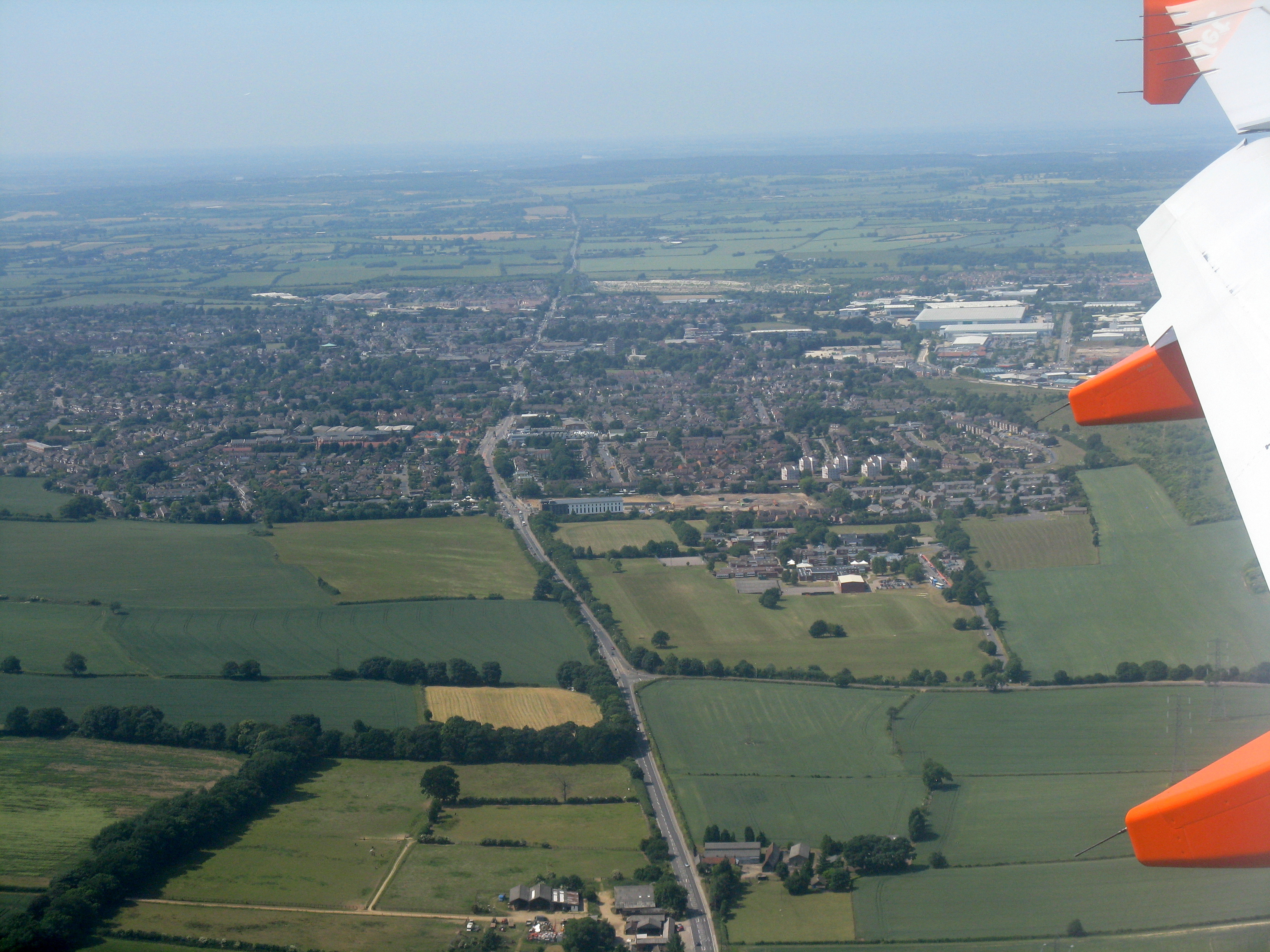
Le tracé rectilinéaire est privilégié chaque fois que cela est possible (photographie aérienne de Watling Street).
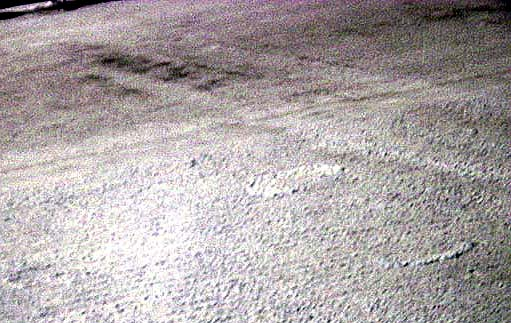
Découverte d'une voie romaine par photographie aérienne par cerf-volant, grâce aux indices phytologiques.

### Toponymie
La toponymie est aussi une source de renseignements : des noms de lieux comme le chemin de César, mais aussi la chaussée, la haute-borne, le chemin ferré, la voie blanche, la vieille route, etc. indiquent la possibilité d'une voie antique importante.
La voie romaine était normalement dite en latin via strata, ou simplement strata, c'est-à-dire  « voie couverte de pierres plates » (voie importante pavée), mot ancien qu'on retrouve dans de nombreux toponymes qui indiquent le passage d'une voie romaine (Estrée(s) avec des variantes Estrat, Étrat, Lestraz…), et conservés par les langues actuelles : street en anglais, straat en néerlandais, Straße en allemand, strada en italien. Un des chemins non empierrés est la rupta, substantivation par ellipse de via rupta (« voie brisée, frayée » dans la roche pour ouvrir le chemin) qui a désigné d'abord une allée percée dans une forêt pour faciliter les charrois, les piétons ou la chasse, puis progressivement, une voie de communication plus importante. Rupta a donné au XVe siècle le terme route qui ne s'est imposé dans son sens moderne qu'au début du XIXe siècle. Une autre voie non pavée est la cava (« chemin creux », dont la construction est contraire à la levée) qui a donné cavée et sa variante chavée ayant laissé des traces surtout en microtoponymie gallo-romaine.
De nombreux toponymes témoignent de la présence de bornes milliaires et de mesures routières (lieues gauloises, milles) : Quart, Quartes, La Carte, Quint, La Quinte, Cartelègue, Sixt, Sixte… Septème, Oytier, Diémoz, (septième, huitième et douzième milles à partir de Vienne).
Voie romaine peut être une partie d'un odonyme, c'est-à-dire, un indicateur du type de voie suivi d'un nom propre. Par exemple la Voie Romaine de Querilhac située dans la ville de Lafitte-Vigordane.